# Північний модерн

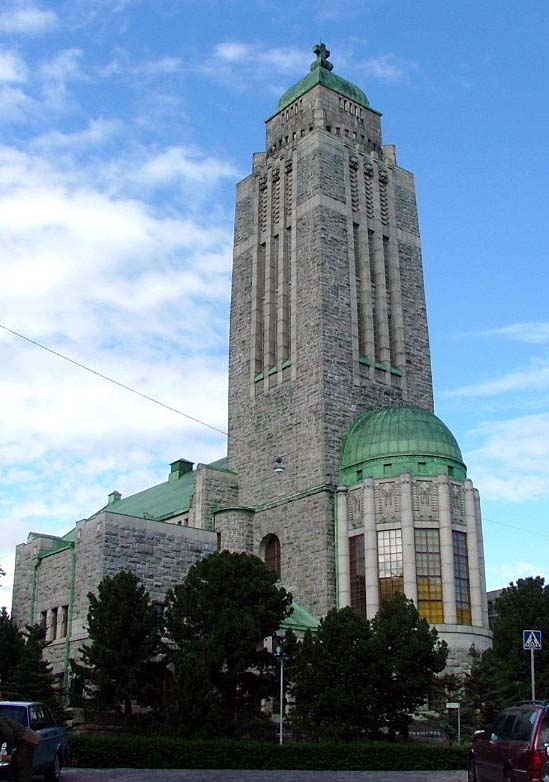
Арх. Ларс Сонк. Гельсінки, церква Кальйо, 1908—1912 рр.

Північний модерн (англ. National Romantic style) — умовна назва архітектури країн зламу XIX—XX століть, розташованих навколо Балтійського моря. В скандинавських країнах має назву «національний романтизм» або «національний романтичний стиль». Один з напрямків модерну.

## Північний різновид стилю модерн

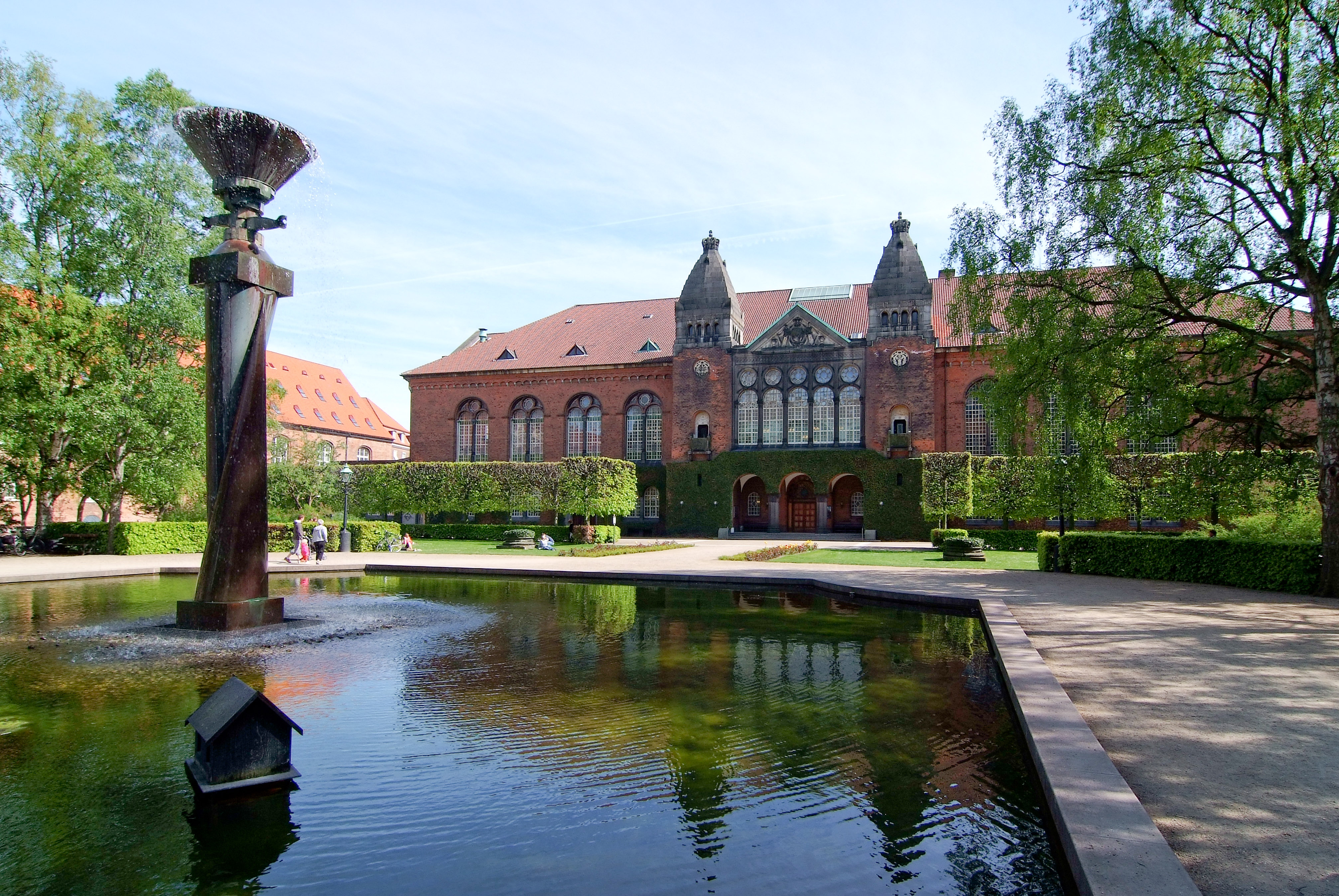
Копенгаген. Королівська бібліотека, 1906 р.

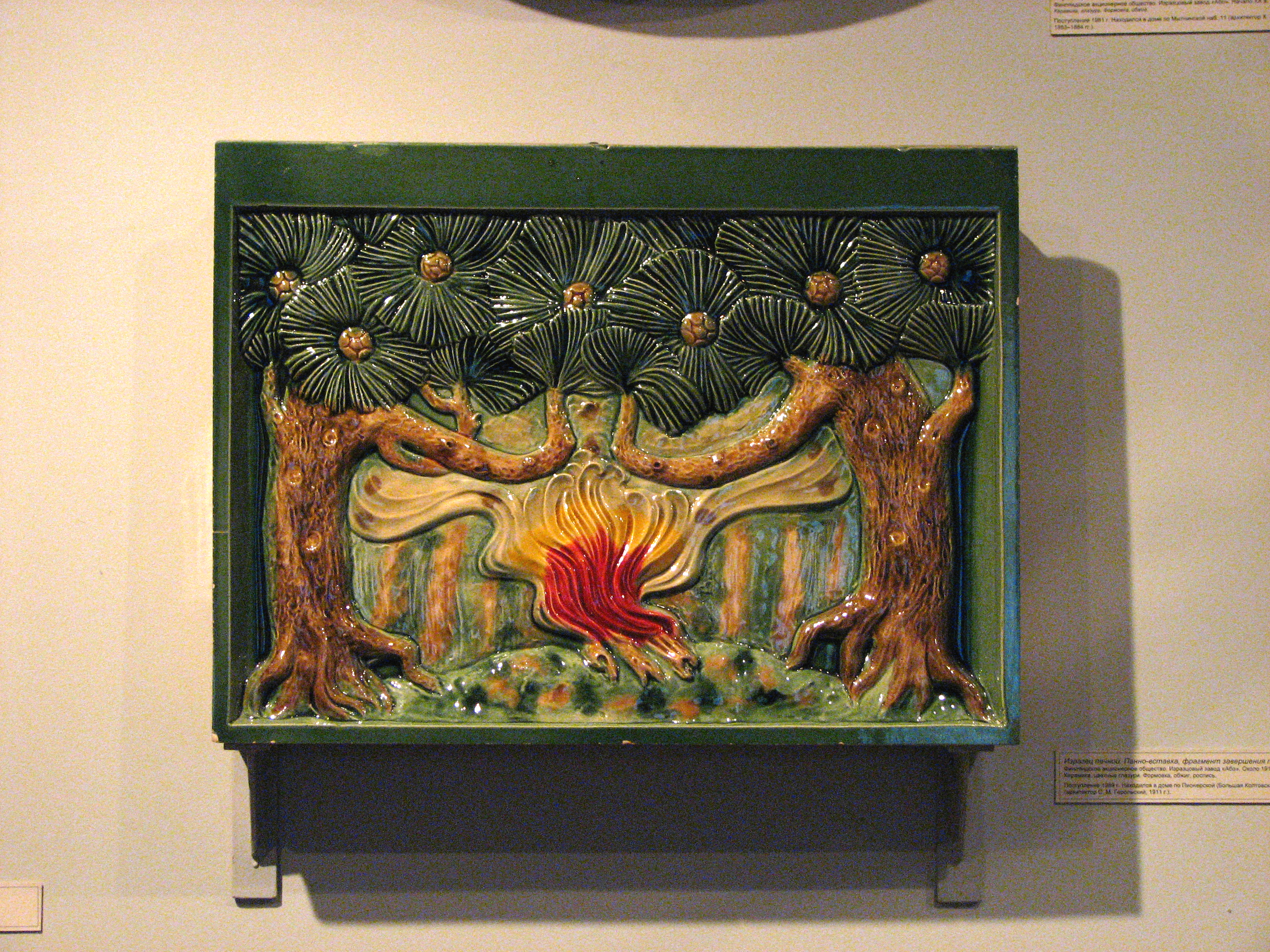
Пічна кахля заводу «Або», Фінляндія, 1911 р.

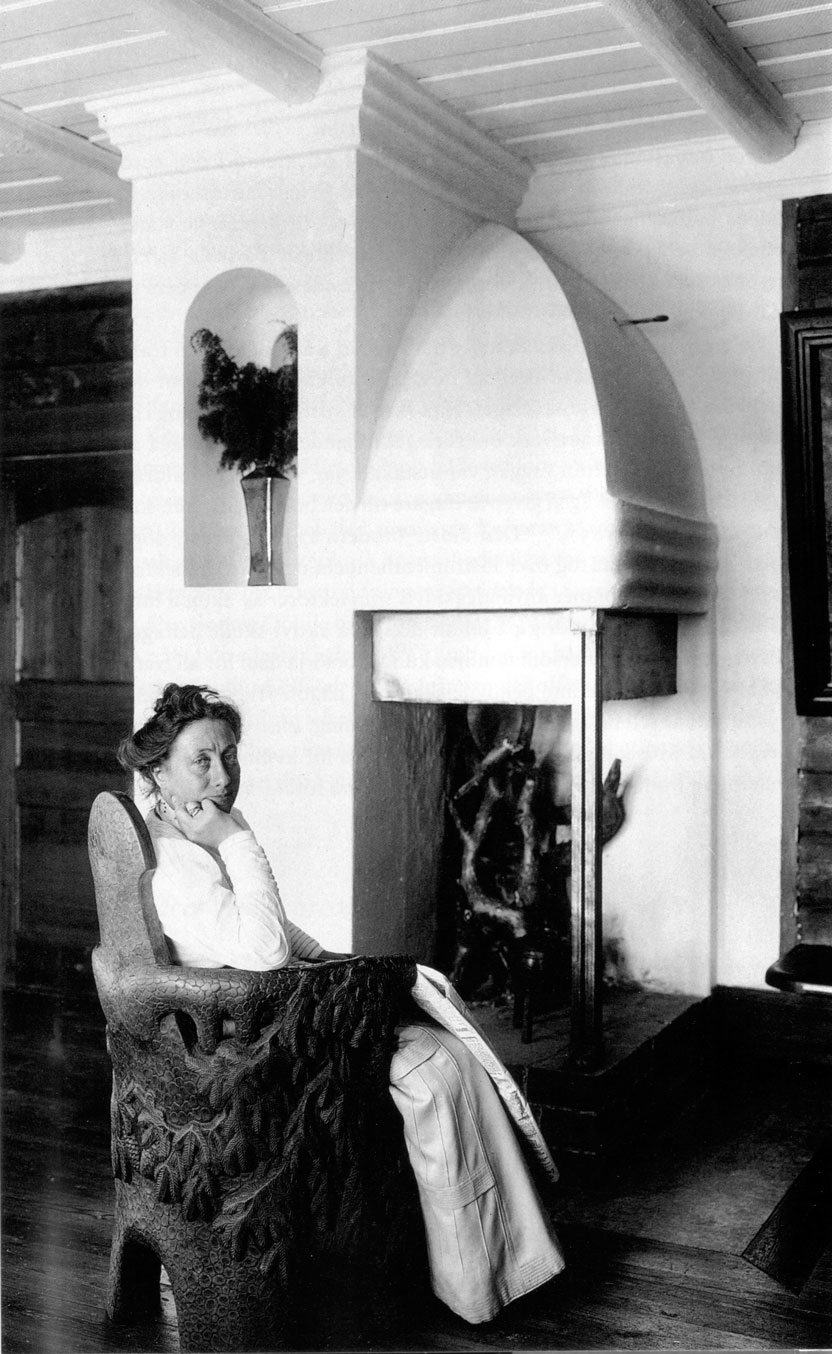
Камін в будинку Рози Бонер в стилі північний модерн без облицювання кахлями, фото 1905 р.

У другій половині XIX століття низка країн Західної Європи переживала економічне піднесення і становлення капіталістичних відносин. Розпочався будівельний бум і зміцніла торгівля. Візуальним виразником всіх цих процесів були стилістика історизму (еклектизм) та новонароджений стиль модерн. Розповсюдження нового стилю збіглося з піднесенням національного самовизначення та формуванням з народів націй. Самоствердження було притаманно навіть таким давнім монархіям, які існували в Швеції та Данії. Так, національне відродження збіглося з культурним піднесенням у Фінляндії та з національним варіантом модерну, котрий в літературі називають «Національним романтичним стилем».
Маючи декотрі спільні стилістичні риси із загальноєвропейським стилем модерн, стиль в скандинавських країнах доволі швидко отримав національне забарвлення. Низка митців скандинавських країн звернулась до спадщини національного середньовіччя, творчо їх доповнила і переробила. Практика Всесвітніх виставок вимагала демонстрації національних здобутків у промисловості і в культурі. Розпочалось виставкове змагання в демонстрації власних досягнень у побудові національних павільйонів тощо. Події Всесвітніх виставок широко висвітлювали різні періодичні та ілюстровані видання. Чималий внесок у популяризацію нового стилю внесла реклама, що теж переживала піднесення. Новим розділом тогочасної реклами була саме реклама архітектурних бюро та приватних архітекторів, що часто переходили на новомодну стилістику модерну. Проекти столичних митців вивозили у віддалені села, де виникали дивовижні споруди, абсолютно несхожі на місцеві будівельні традиції. Так, консультантом з будівництва при дипломаті Швеції в Санкт-Петербурзі служив архітектор Гуннар Свенсон. Його замовником став хірург Федоров С. П., котрий вибудував власну садибу в селі Воробйово в калузькій глибинці. За проєктом шведа Ф. Лідваля вибудували споруду на вулиці Хрещатик у місті Київ, хоча Лідваль не жив в Україні. Ця практика не була одиничною. Короткий термін існування стилю модерн тим не менше дав масову забудову як в столичних, так і в провінційних містах багатьох країн.
Завдяки цьому стиль модерн та його національні варіанти швидко перетнули кордони держав і столиць і докотились до віддалених провінцій, серед них і далеко на південь від Балтики.
Спорудам в стилі північний модерн притаманні монументальність, гострий та виразний силует, асиметрія на фасадах, використання природного каменю або цегли. Споруди мають присмак фортечної архітектури через використання великих брил каменю, оголеність стін з небагатим декором, часта відмова від відкритих балконів і галерей, позаяк споруди розраховані на збереження тепла в тривалу холодну пору. В залежності від функції споруди вікна могли бути доволі великими, особливо в торговельних крамницях і великих універмагах навіть на півночі.
В приватних будинках компромісно поєднували нічим не приховану цеглу з ділянками тинькування та небагатим декором. Обмежено використовувалось розфарбування фасадів по тинькуванню. В містах практикували використання багатоколірних кахлів (іноді мозаїку) в тимпанах заокруглених фронтонів, що збагачувало виразність споруд.
Споруди стилю північний модерн різноманітні за функціями як і більшість споруд доби модерн. Оперування великими об'ємами і монументальним, але небагатим декором не перешкоджало будувати вокзали, театри, крамниці, банки, храми, суспільно значущі споруди. Більшу зовнішню привітність мали заміські дачі, садиби, що дивували різноманітністю об'ємів, формами вікон і вигадливим декором, котрий лише нагадував середньовічні зразки, часто бував авторським, індивідуальним.
Північний модерн — це не тільки архітектурні споруди і не тільки фасади. В ньому набули значущості ті ж тенденції до синтезу мистецтв, до їх поєднання, що й в архітектурі сецесії взагалі. Будівництво в країнах, наближених до півночі, сприяло проектуванню камінів, печей та їх керамічного оздоблення. Декор камінів і печей дивував різноманітністю конструкцій і декору кахлів як важливих складових новостворених інтер'єрів. До проектування опалювальних пристроїв та їх декору не цурались звертати й відомі архітектори та майстри декоративно-ужиткового мистецтва, серед них фіни Уно Ульберг, М. Гріппенберг, В. Аспелін, Л. Спарре, Армас Ліндгрен та Е. Саарінен, російський художник Михайло Врубель тощо. Проекти камінів фінських архітекторів використовували і за межами Фінляндії. Набув значення і експорт фінських кольорових кахлів.
Співіснування в часі з іншими стилями сприяло зверненню до створення садів, скверів, нових фонтанів. Так, садок в регулярному стилі запроектував архітектор Ісак Классон за спорудою Норрландського землячества в місті Упсала.

Арх. Гуннар Свенсон. Вигадана капітель, північний модерн, 1897 р. для садиби Воробйово.
Маріполь. Будинок Гозадинова В.І., 1910 р. Північний модерн
Арх. Ісак Классон. Регулярний сад за спорудою Норрландського землячества, проєкт 1889 р.
Арх. Гуннар Свенсон. Декор порталу, садиба Воробйово 1897 р.

## Майстри

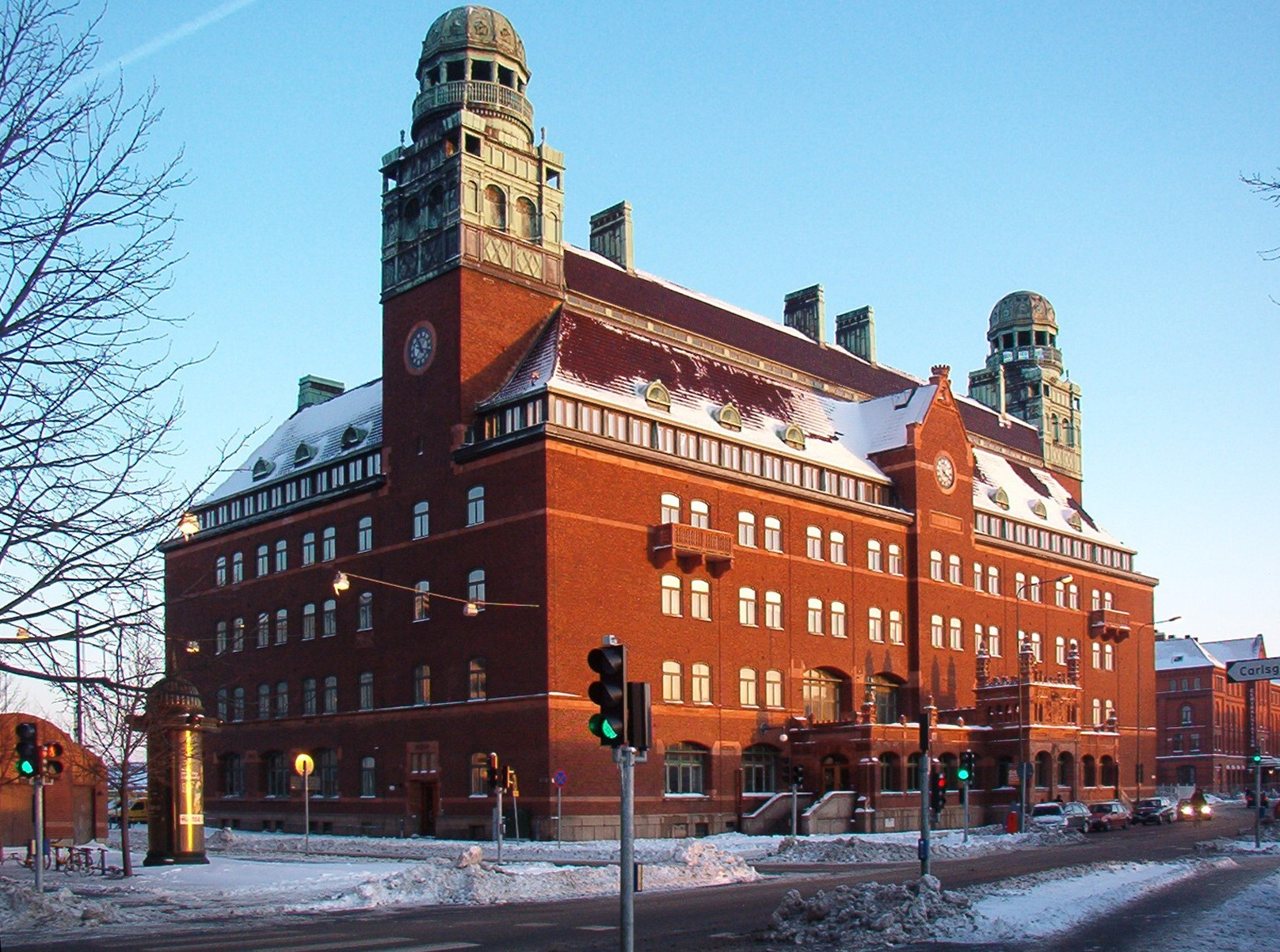
Фердинанд Боберг, Мальмо, Стара пошта

- Лідваль Юхан Фредерік (Федір Лідваль, 1870—1945), Швеція
- Фердінанд Боберг (1860—1946), Швеція
- Рагнар Естберг (1866—1945), Швеція
- Гуннар Свенсон, Швеція
- Ісаак Густав Классон (1856—1930), Швеція
- К. Вексман, Швеція
- Маурітц Гріпенберг (1869—1925), Фінляндія
- Елієль Саарінен (1873—1850), Фінляндія
- Герман Гезелліус (1874—1916), Фінляндія
- Ларс Сонк (1870—1856), Фінляндія
- Армас Ліндгрен (1874—1929), Фінляндія
- Уно Ульберг (1879—1944), Фінляндія
- Костянтин Пекшен (Пекшенс 1859—1928), Рига
- Александр Ванаг (1873—1919), Рига
- Бубирь Олексій Федорович (1876—1919), Російська імперія
- Олександр Іванович фон Гоген (1856—914), Російська імперія
- Зеленко Олександр Устинович (1871—1953), Російська імперія
- Апишков Володимир Петрович (1871—1939), Російська імперія
- Претро Іпполіт Олександрович (1871—1937), Російська імперія

## Північний модерн, Виборг

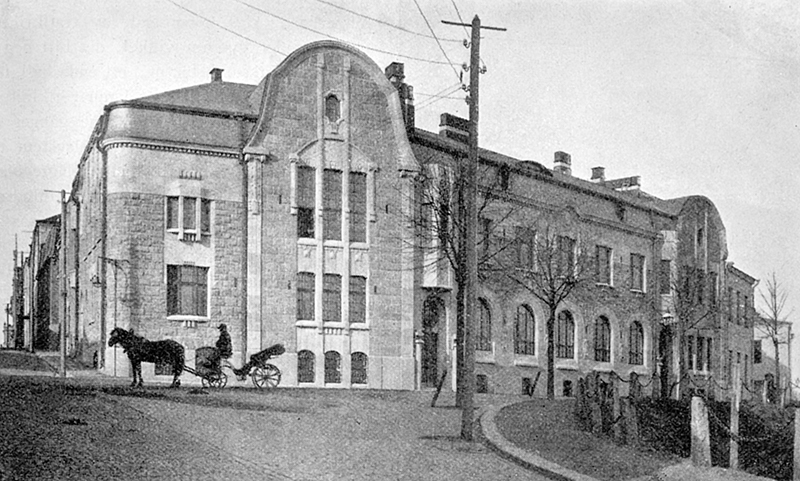
Виборг. Будинок фірми «Хакман і Ко», фото поч. XX ст.
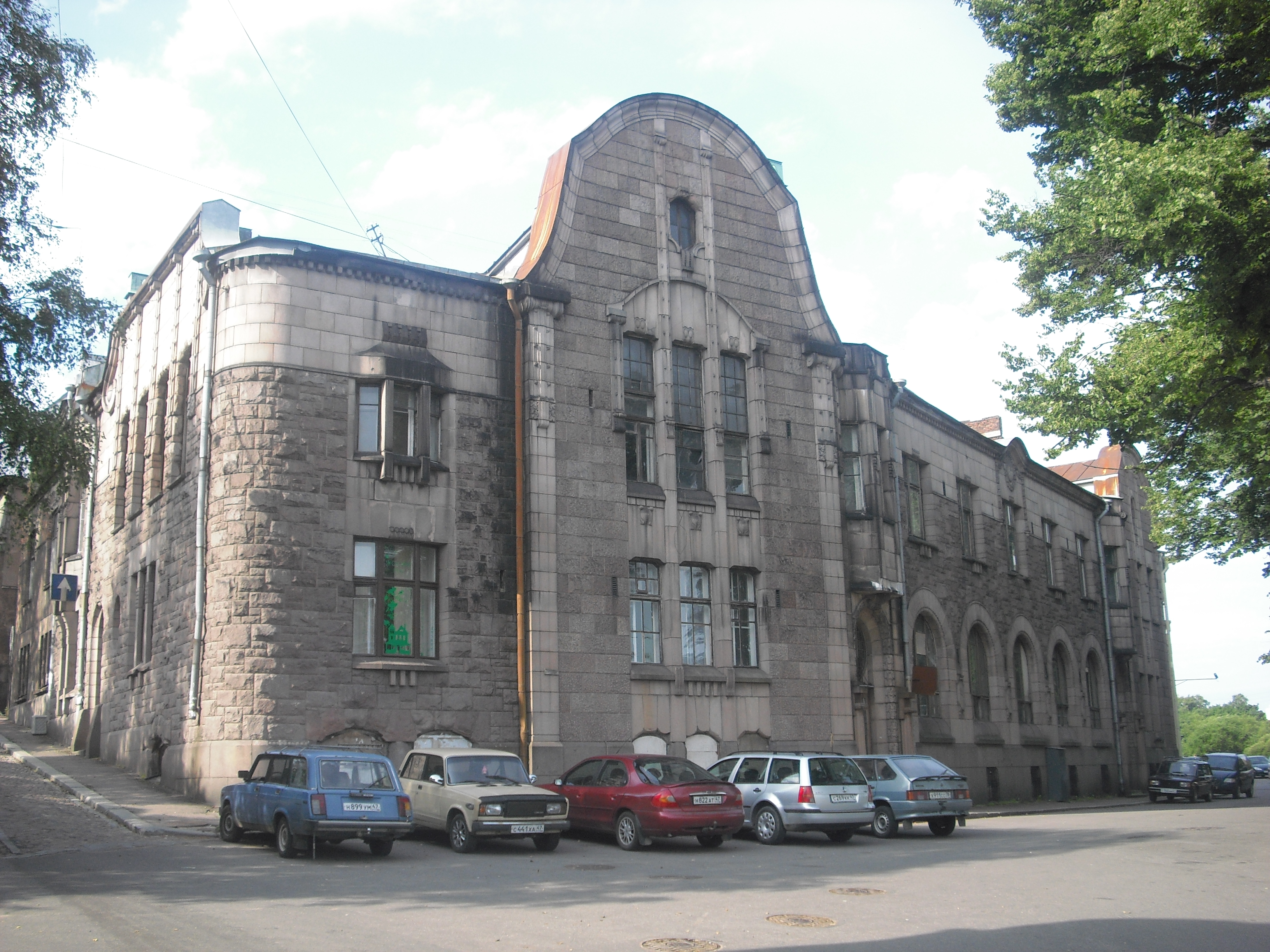
Виборг. Колишній будинок фірми «Хакман і Ко», фото 2009 р.
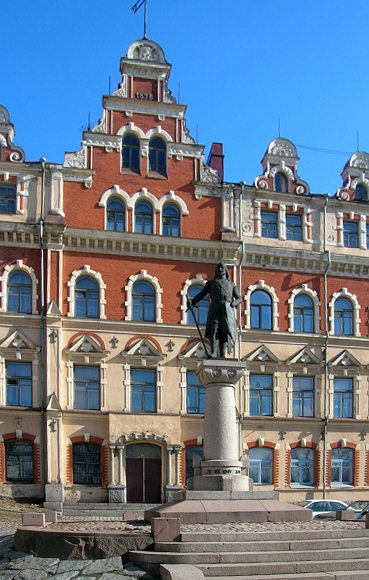
Виборг, забудова навпроти замку зламу 19-20 ст.
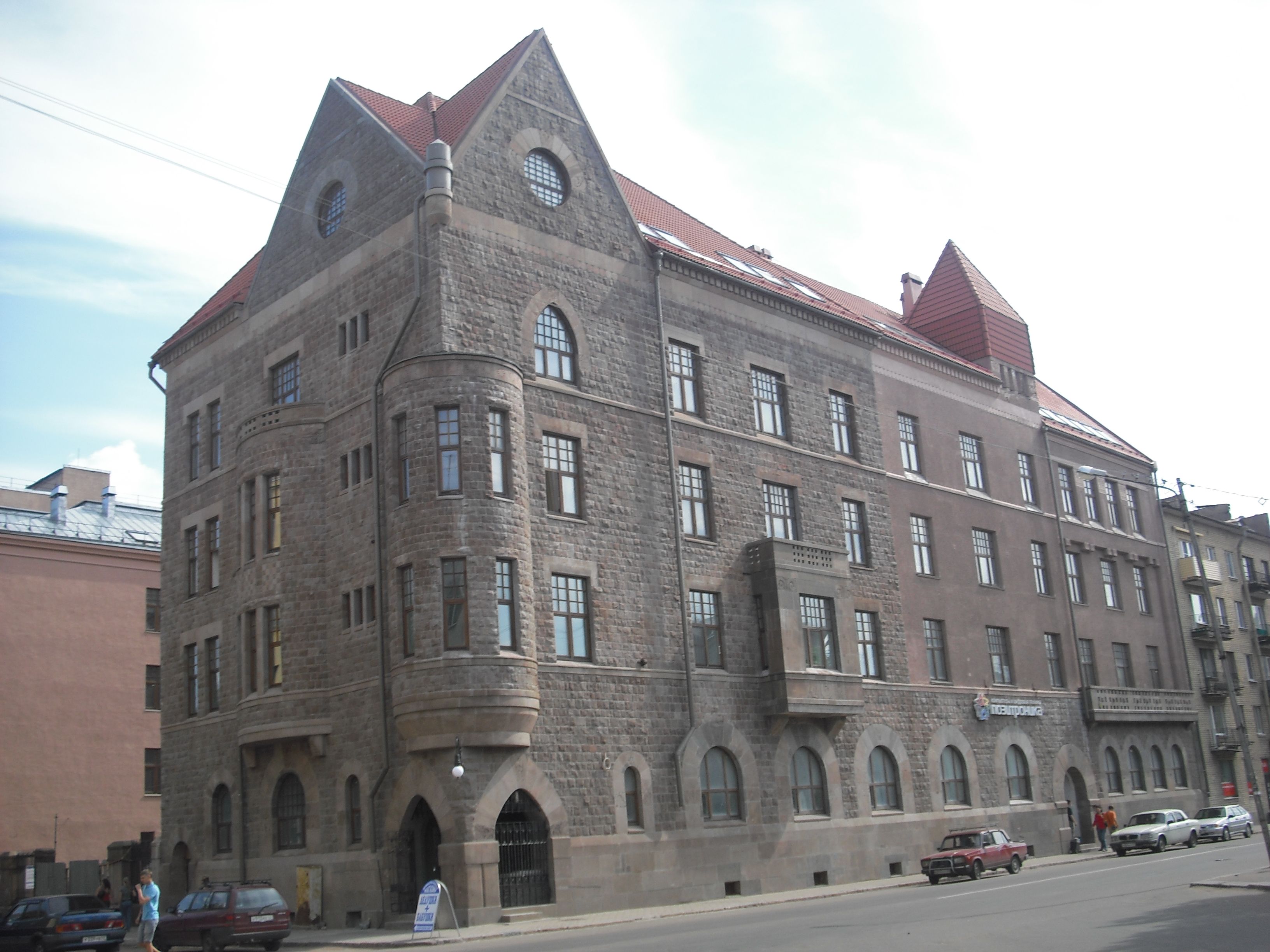
Виборг. Прибутковий будинок торговельної фірми  «Хякли, Лаллукка и К°»

## Дизайн печей роботи фінських майстрів
Керамічне виробництво для печей та камінів виникло у Фінляндії як філія заводу Rörstrand, розташованого у Швеції. Керамічний завод «Арабія» (Arabian tehdas) заснували у Гельсінкі 1873 року. Назва ніяк не пов'язана з південною культурою. На завод перенесли назву кварталу міста Гельсінгфорс (нині Гельсінкі). Гельсінгфорський керамічний завод розпочав виробництво з 1874 р.
Первісно завод «Арабія» виготовляв кахлі і облицювання печей за моделями, що розробив шведський архітектор Ерік Гуго Трюгелін (1846—1924). Наприкінці XIX століття до створення нових моделей залучили фінського архітектора Якоба Аренберга (1847—1914), уродженця міста Виборг.
Моделі печей мали спрощений характер, їх декор був зведений до мінімуму. Привабливість досягалась за рахунок кольорових кахлів, що імітували фарби природного каменю у більш насиченому варіанті. Частка печей і камінів для багатих помешкань мала вази або окрему декоративну верхівку або картуш у історичному стилі. Залучення до виробництва нової генерації фінських архітекторів привнесло в декор стилістику національного романтизму (північний модерн, місцевий варіант).

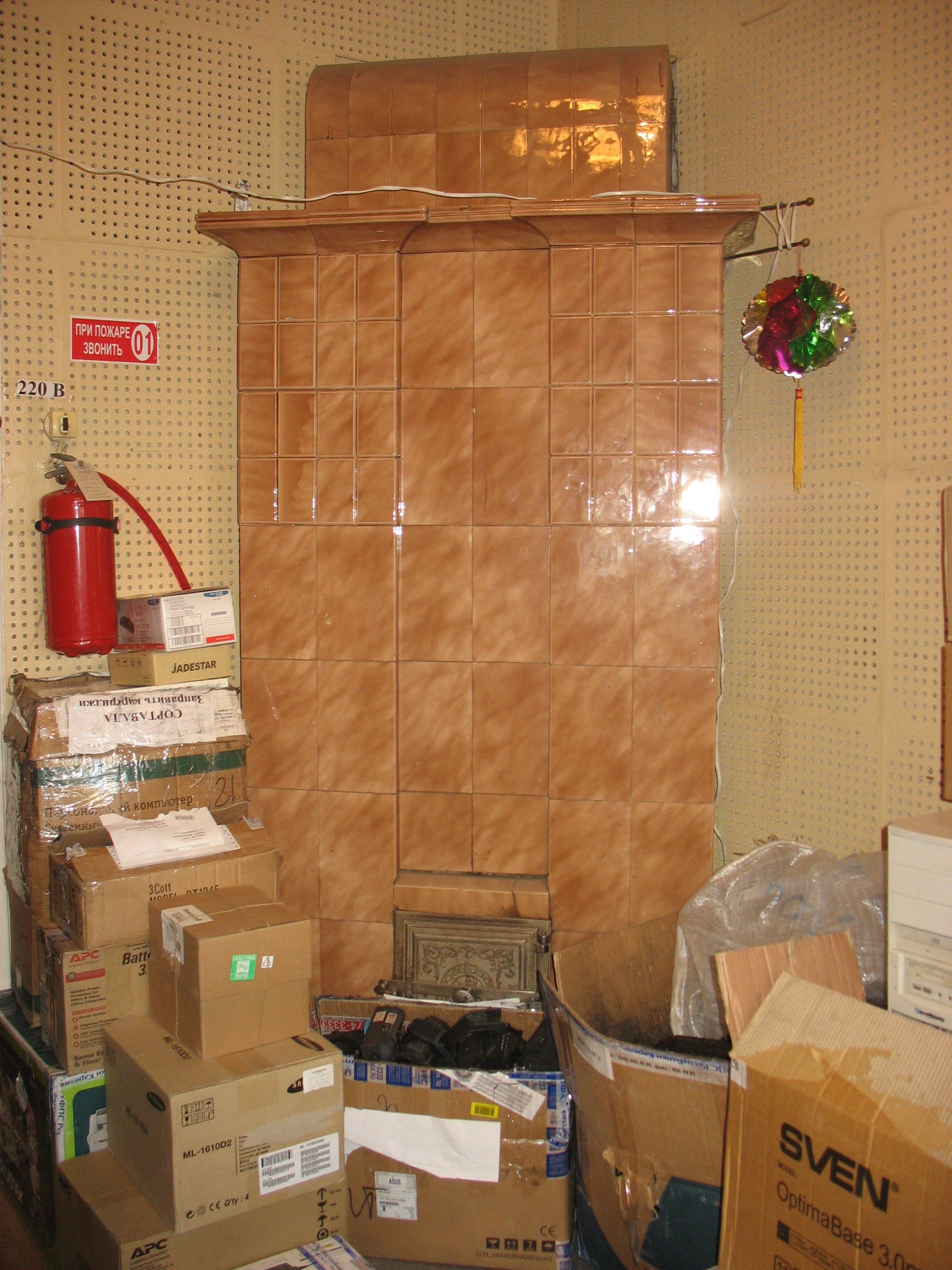
Північний модерн. Кутова піч з коричневими кахлями та імітацією пілястр. Банк Північних країн, Сортавала, Республіка Карелія.
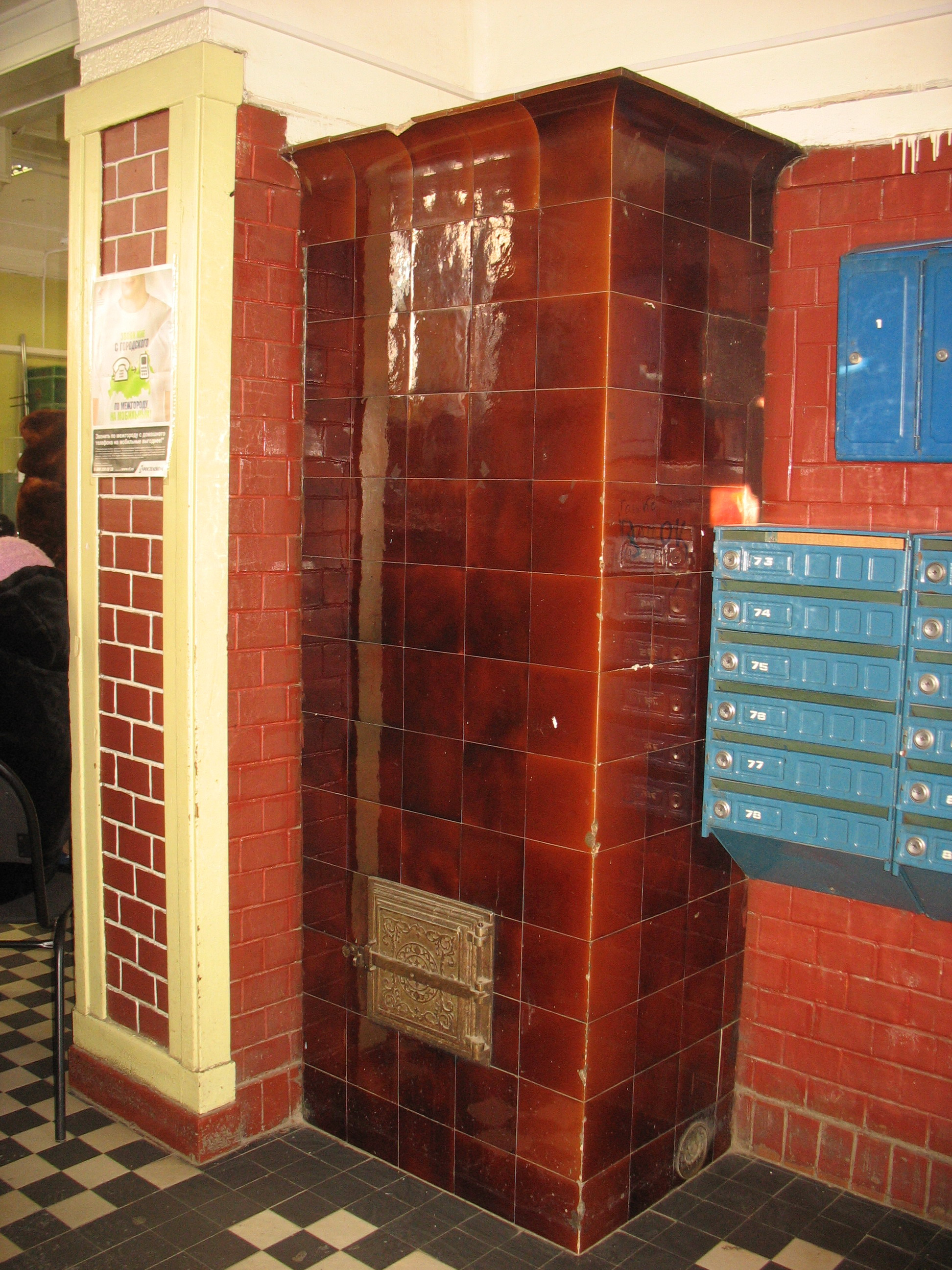
Північний модерн. Піч з червоними кахлями, Сортавала, Республіка Карелія.
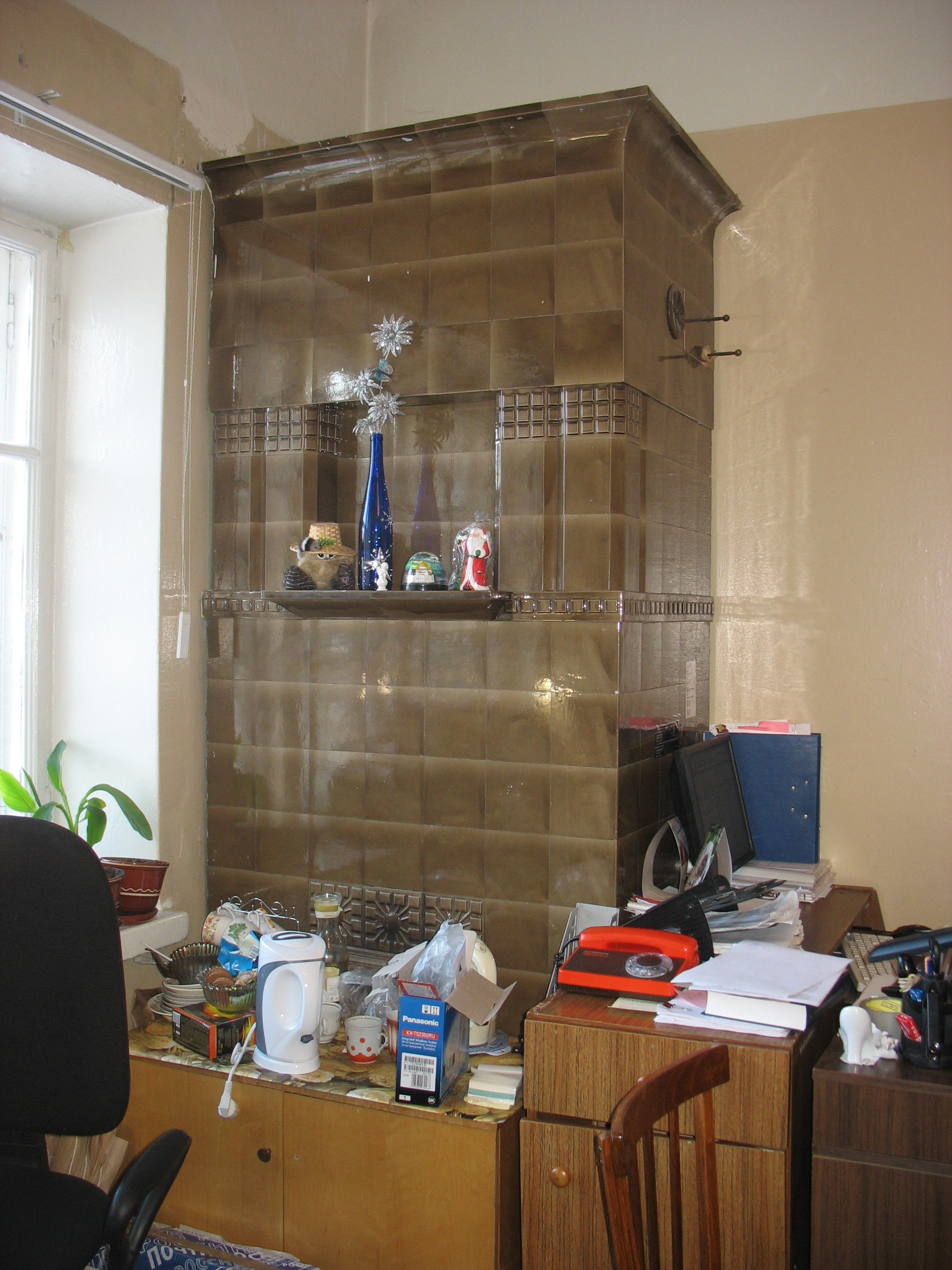
Північний модерн. Піч з коричневими кахлями і поличкою, Банк Північних країн, Сортавала, Республіка Карелія.
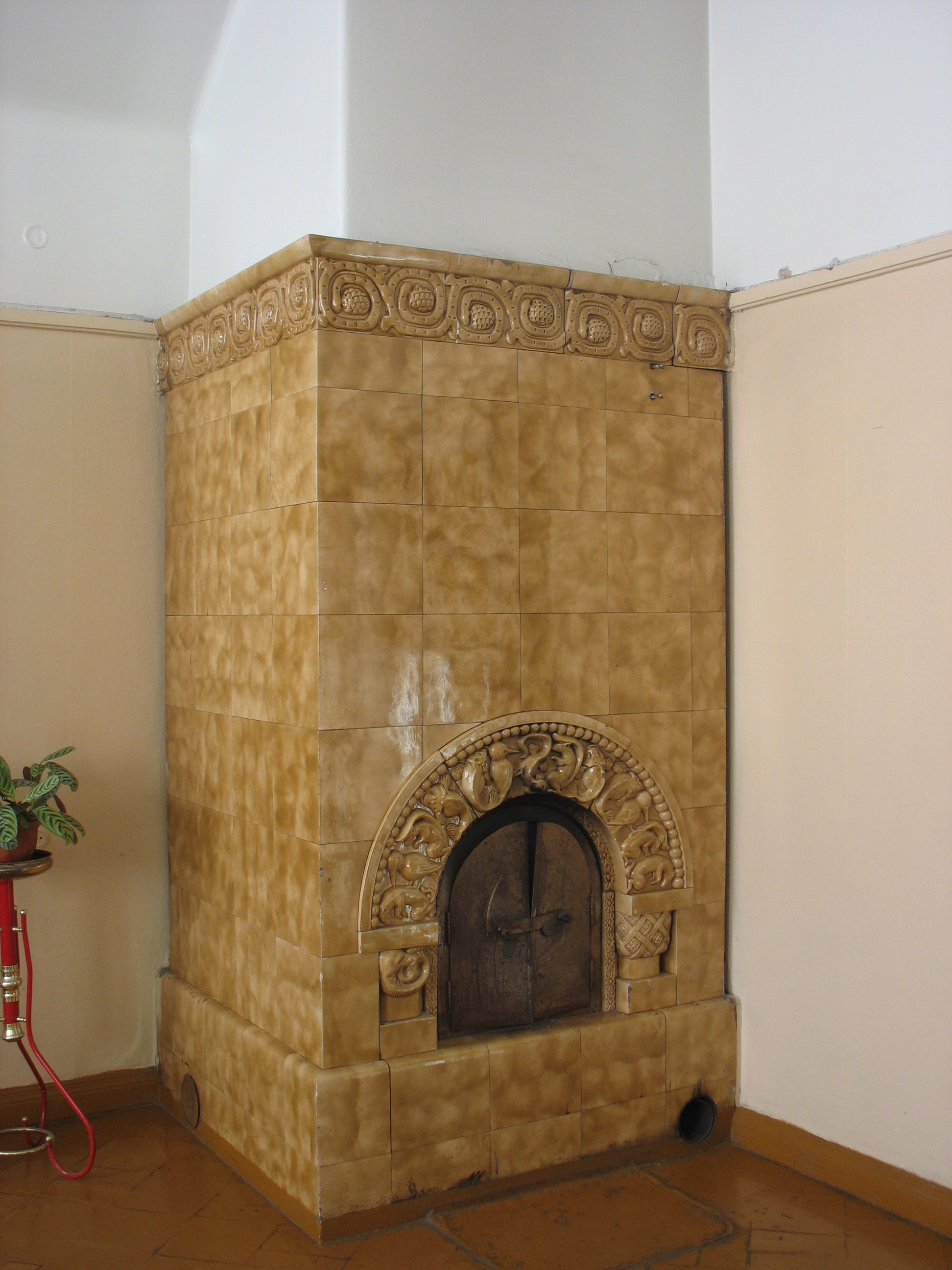
Північний модерн. Кутова піч з коричневими кахлями. Банк Північних країн, Сортавала, Республіка Карелія.

## Дерев'яні споруди в стилі північний модерн

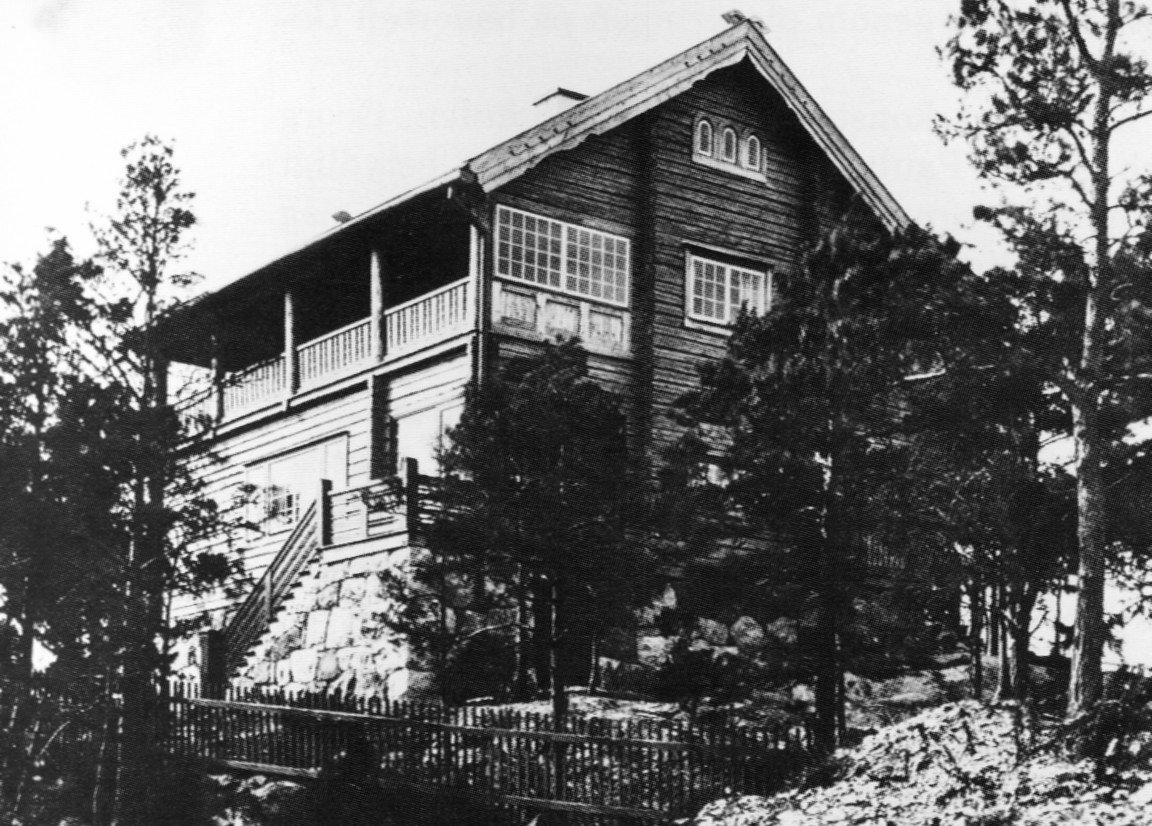
Арх. Рагнар Естберг. Заміський будинок Рози Бонер в Даларе, 1904 рік, архівне фото.
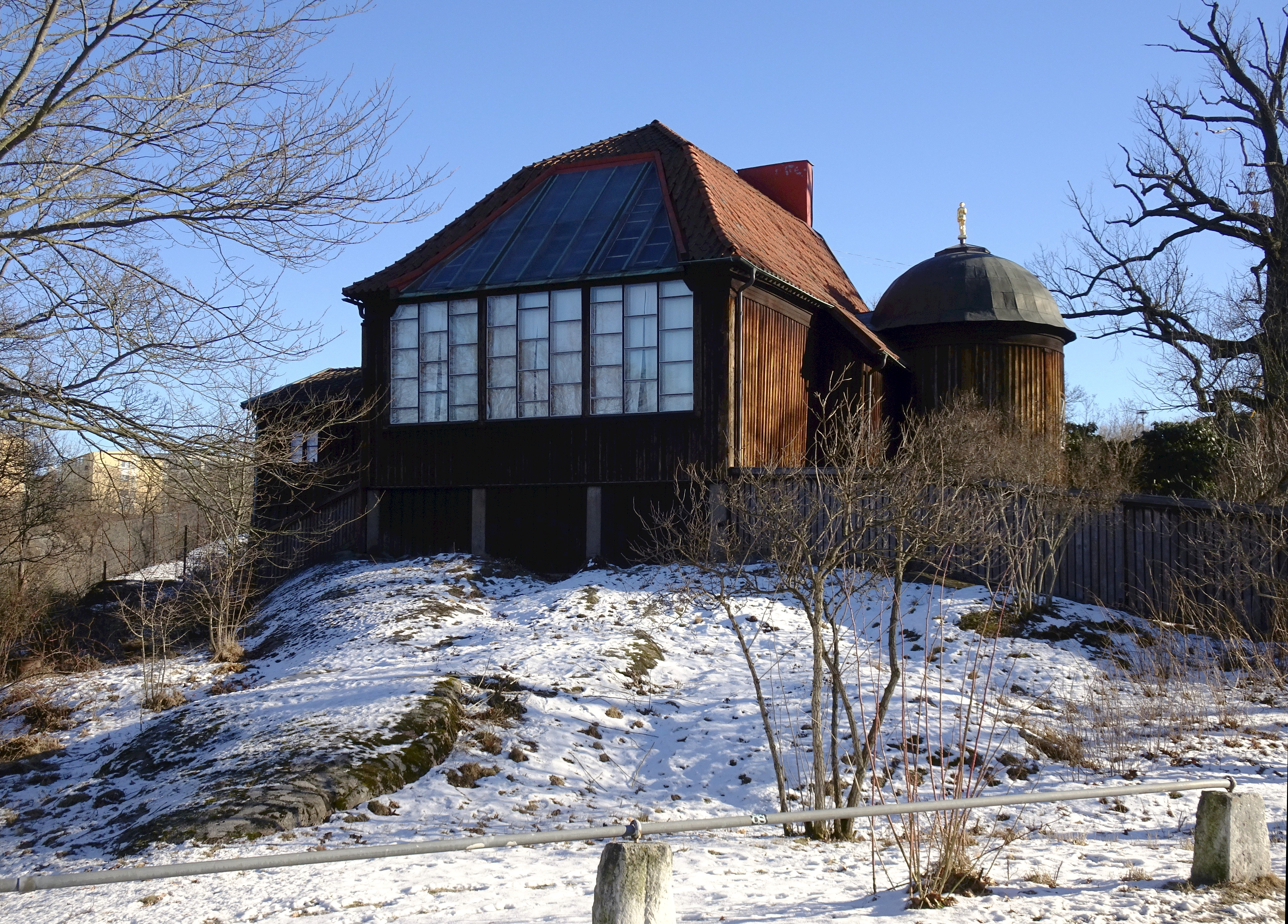
Арх. Рагнар Естберг. Маєток скульптора Карла Ельда, нині музей
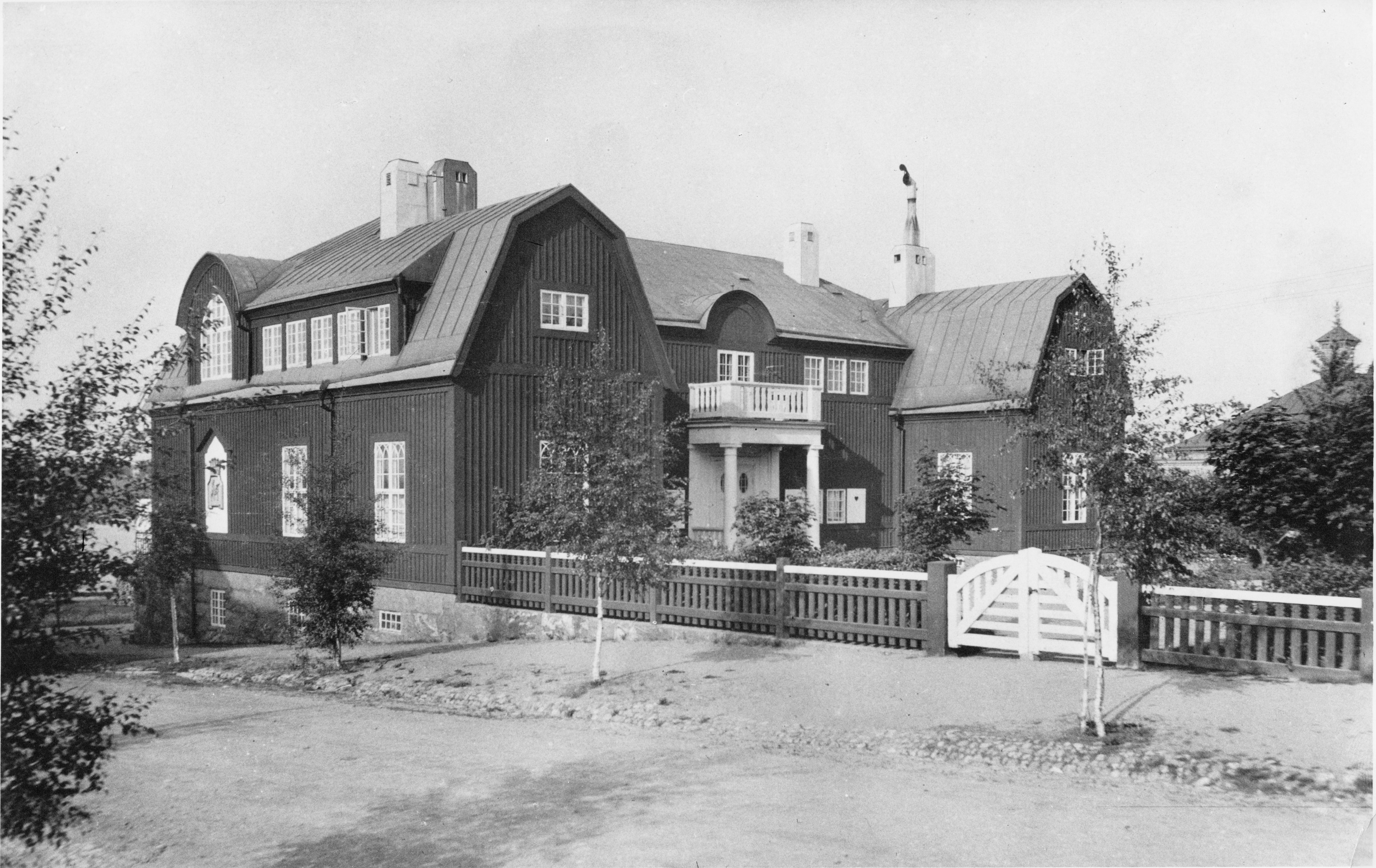
Арх. Рагнар Естберг. Ашанська вілла, архівне фото.
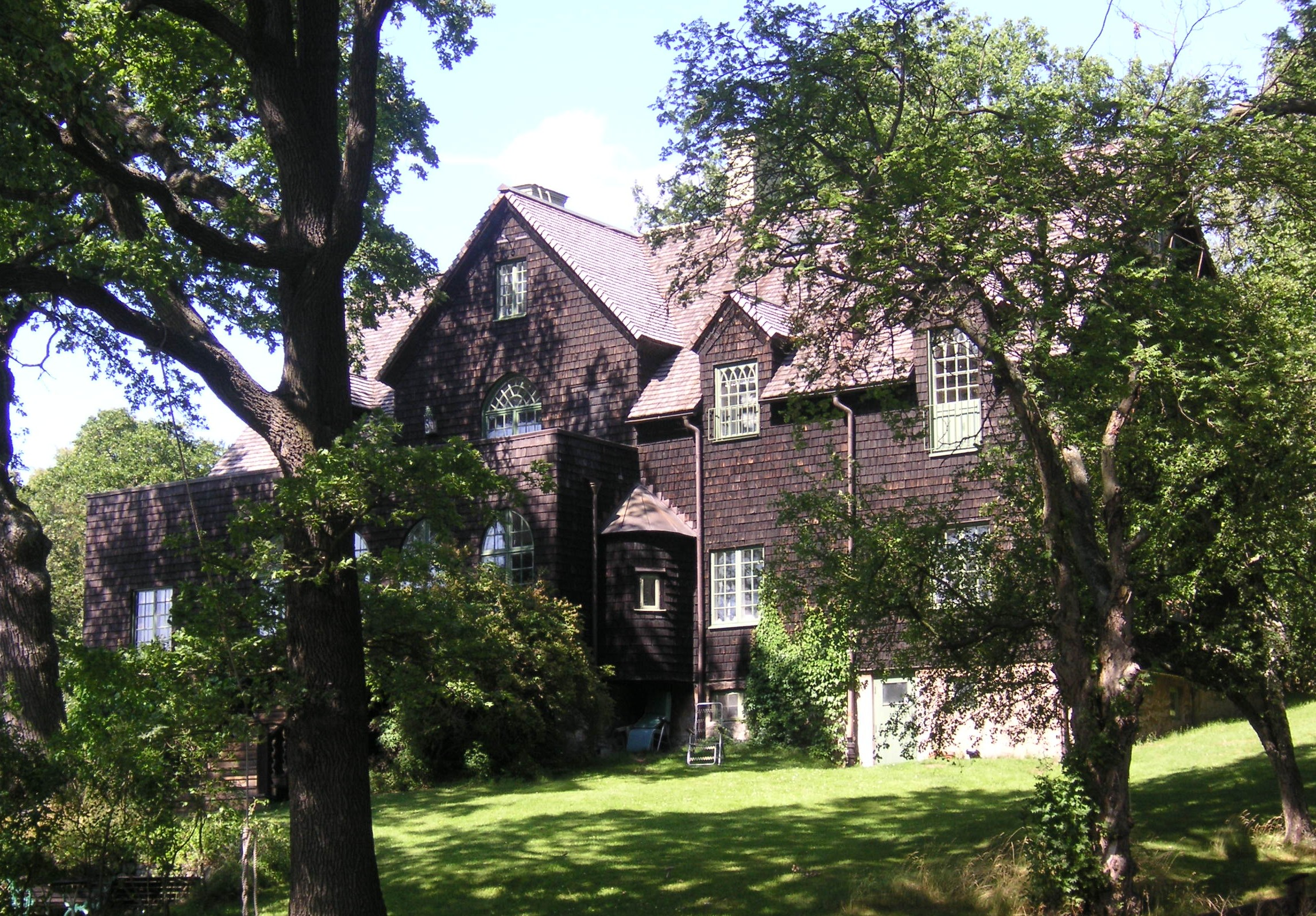
Арх. Рагнар Естберг. Вілла Мальберг
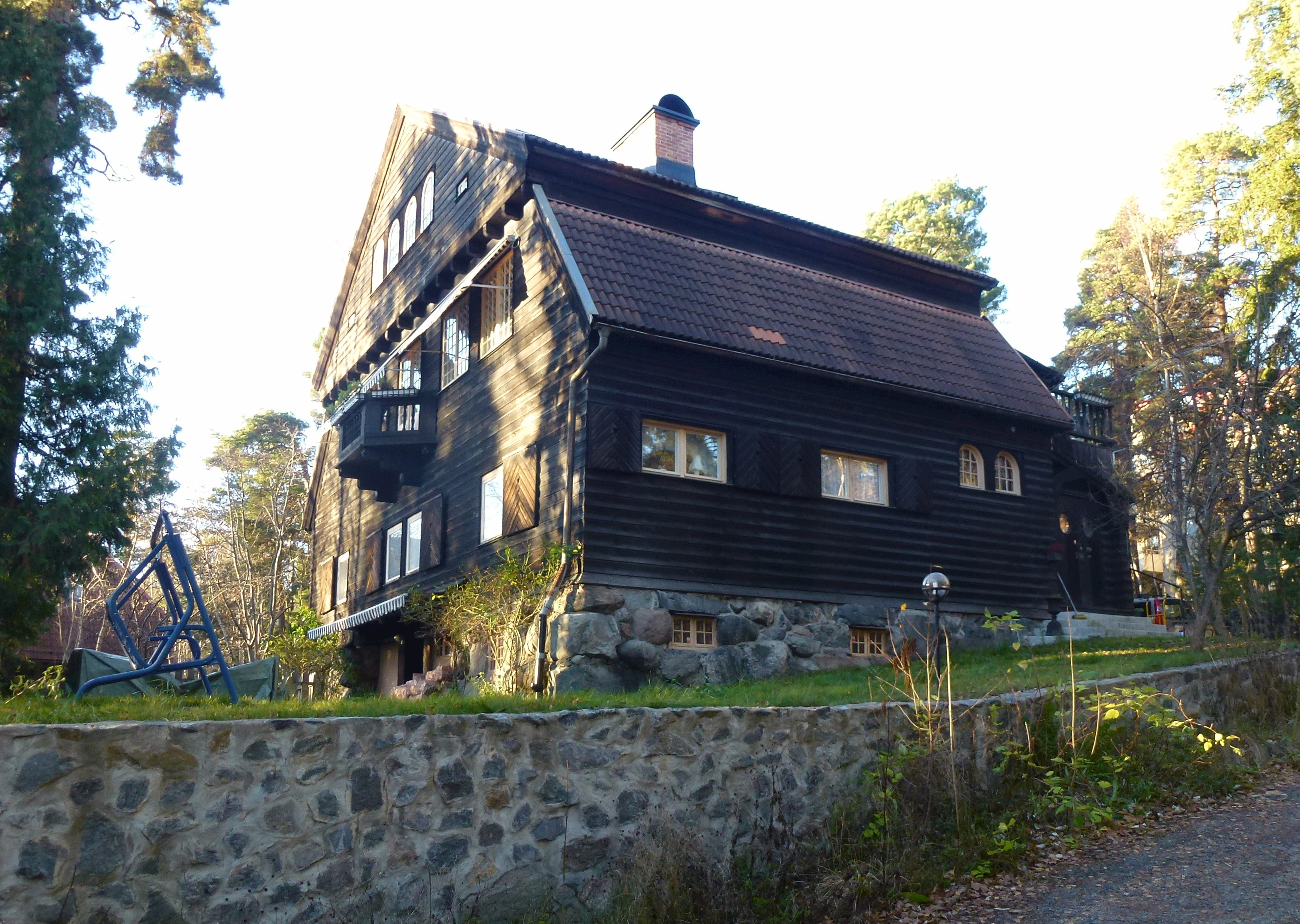
Арх. Рагнар Естберг. Заміський будинок Йорга Ларссона.

## Галерея

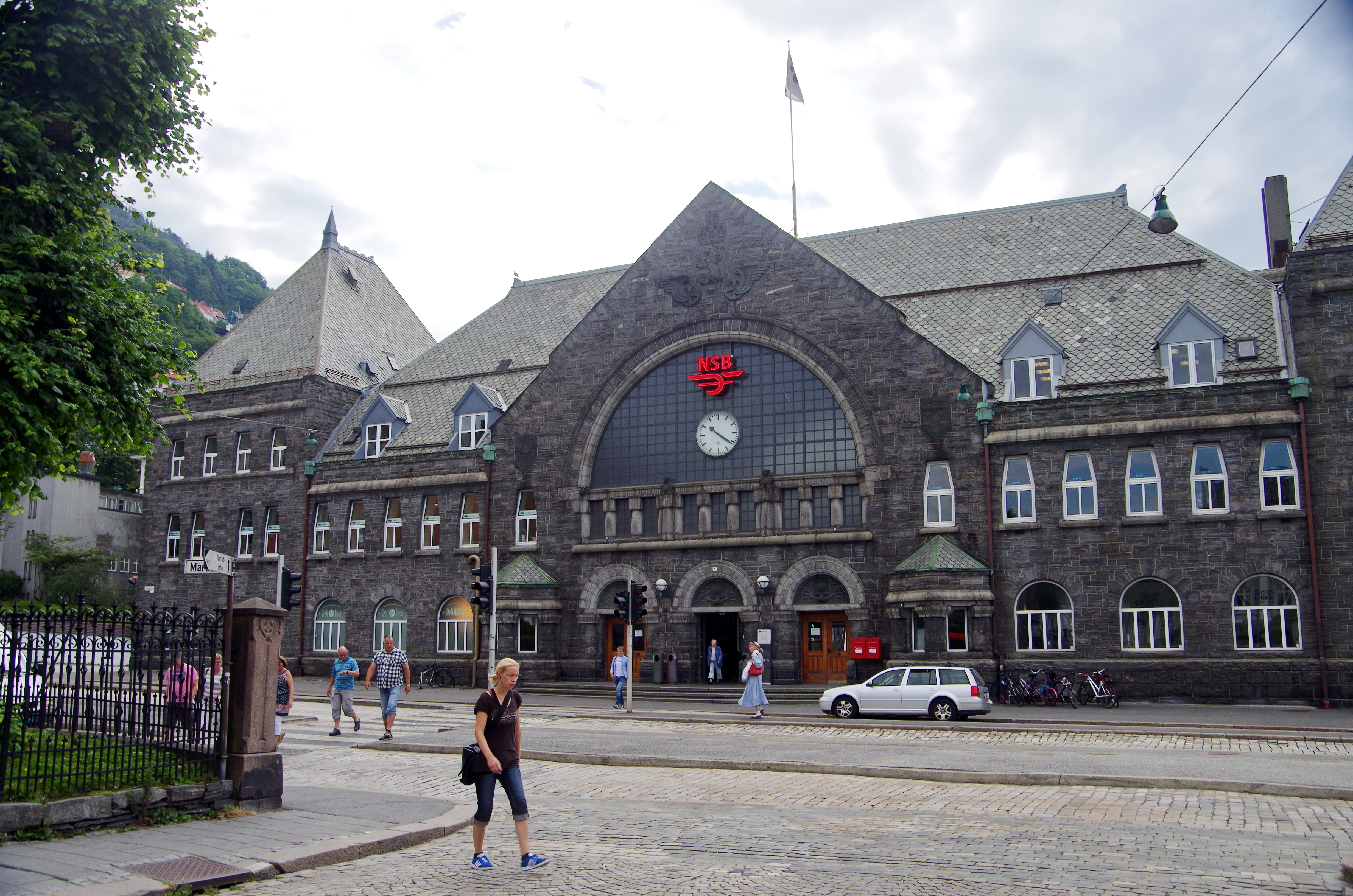
Берген. Залізничний вокзал.

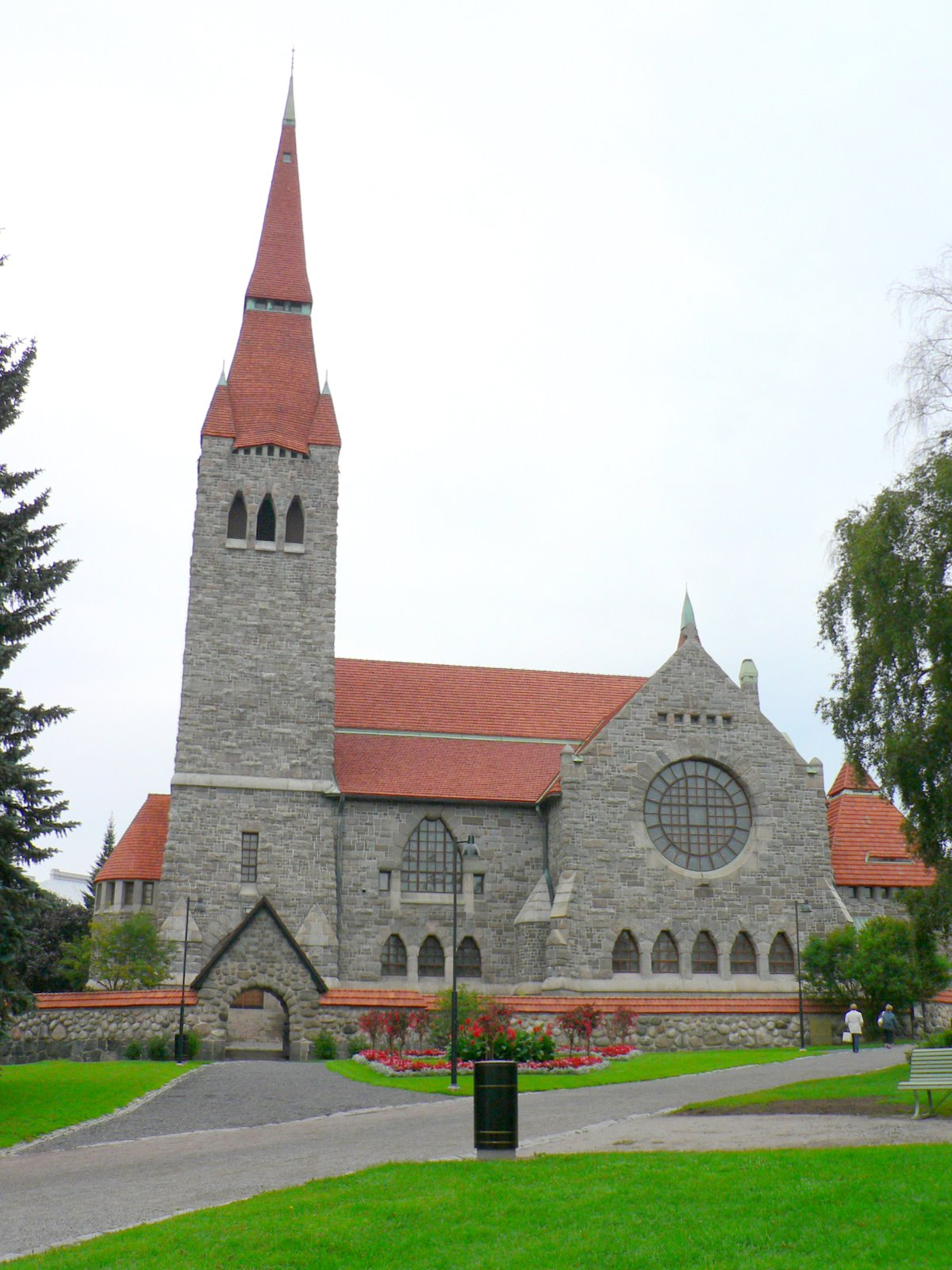
Арх. Ларс Сонк. Катедральний собор, Тампере, Фінляндія
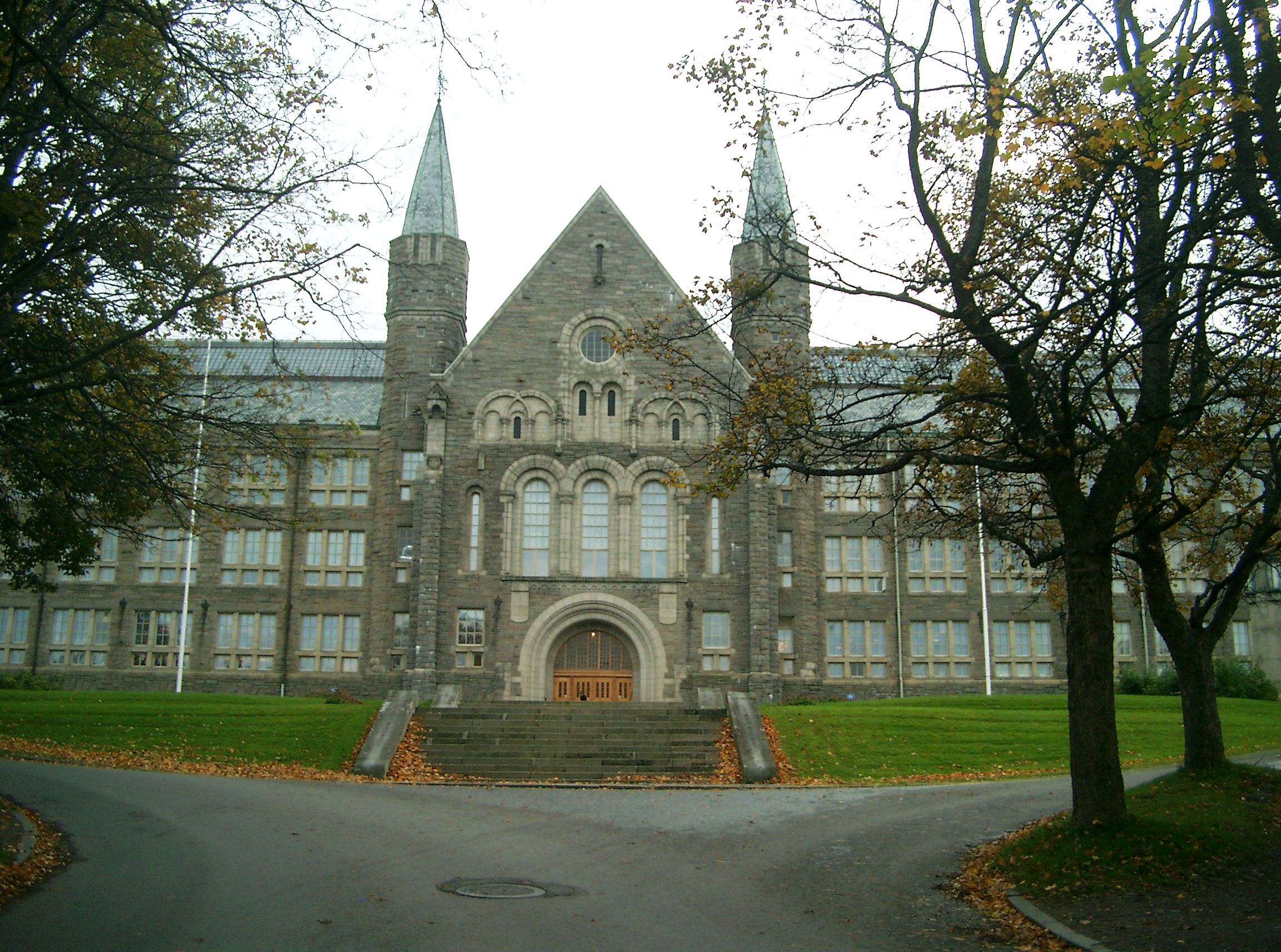
Норвегія. Національний інститут технологій, головний фасад.
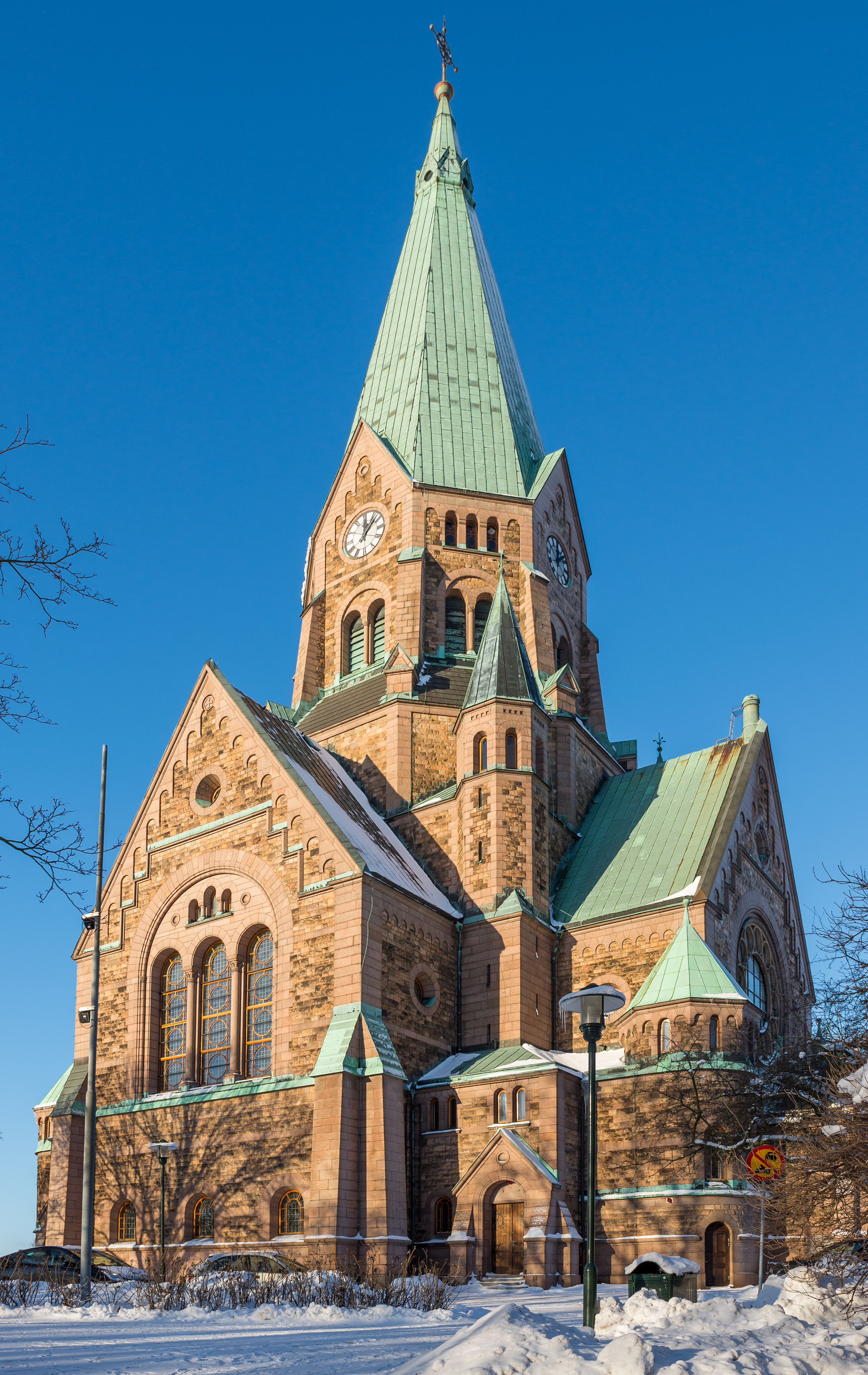
Церква Софії, премудрості Божої. 1906 рік, Стокгольм.
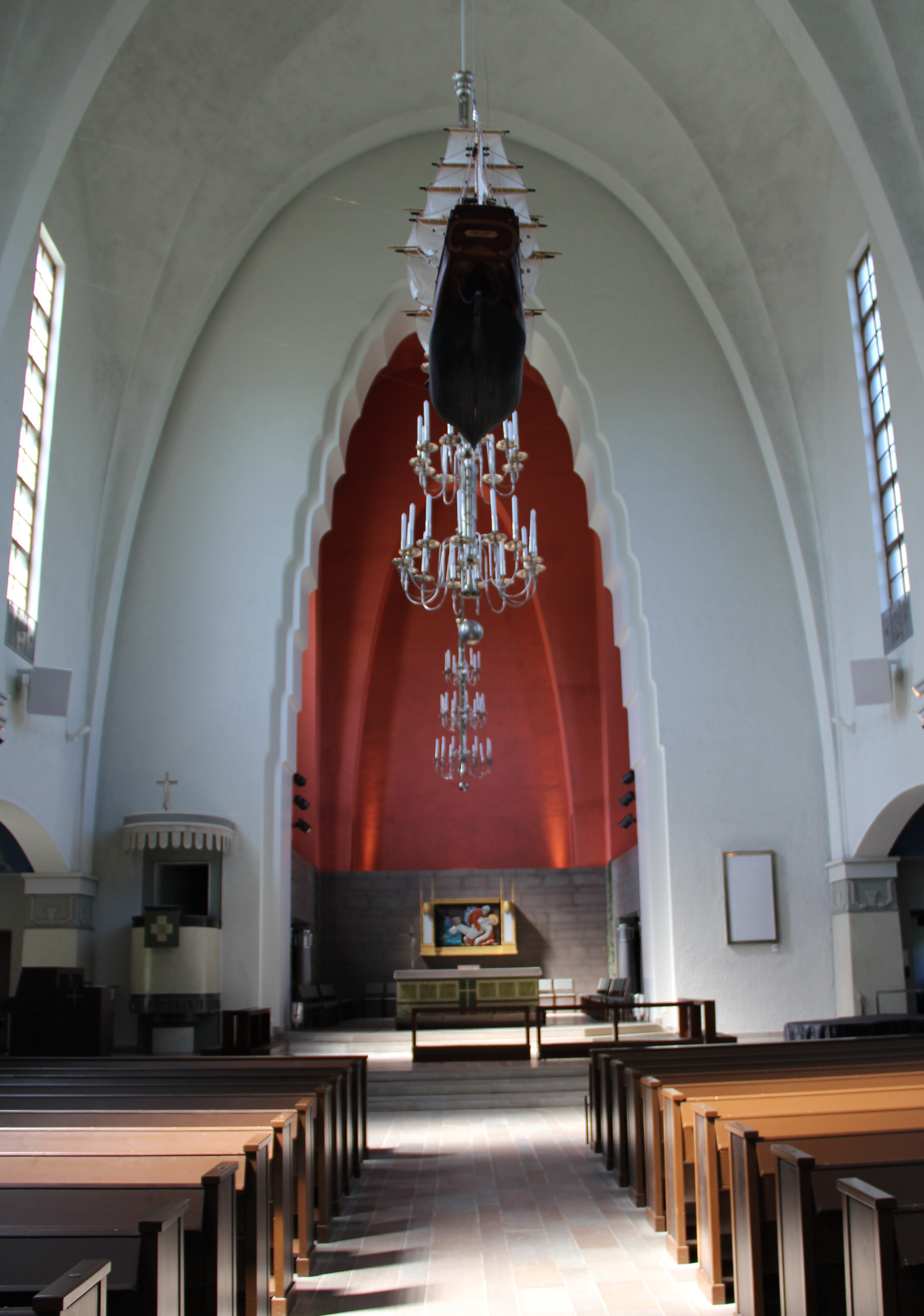
Арх. Ларс Сонк. Церква Мікаеля Агріколи, вівтар. Гельсінки, Фінляндія
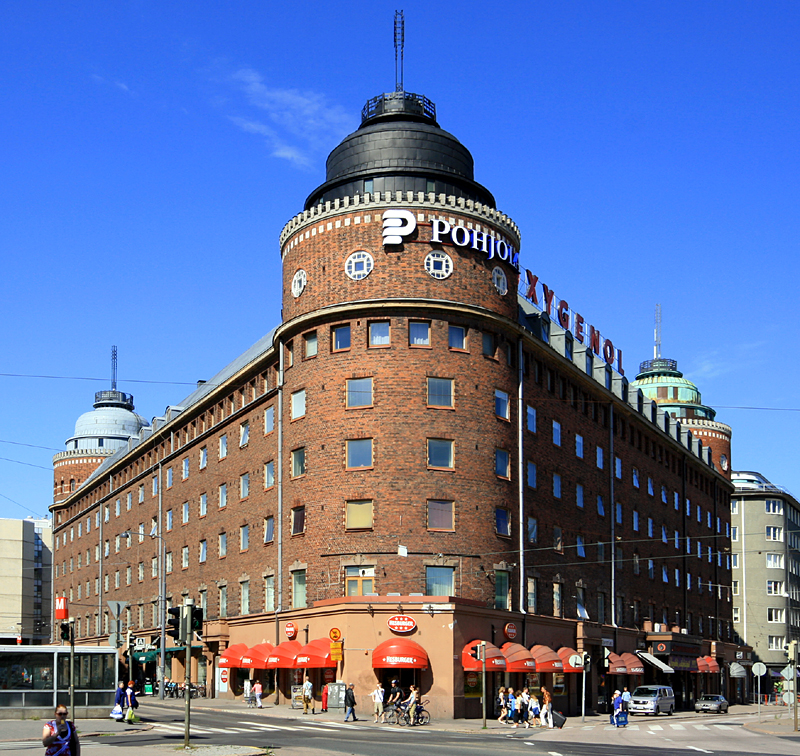
Арх. Ларс Сонк. Будинок Арена. Гельсінки, Фінляндія
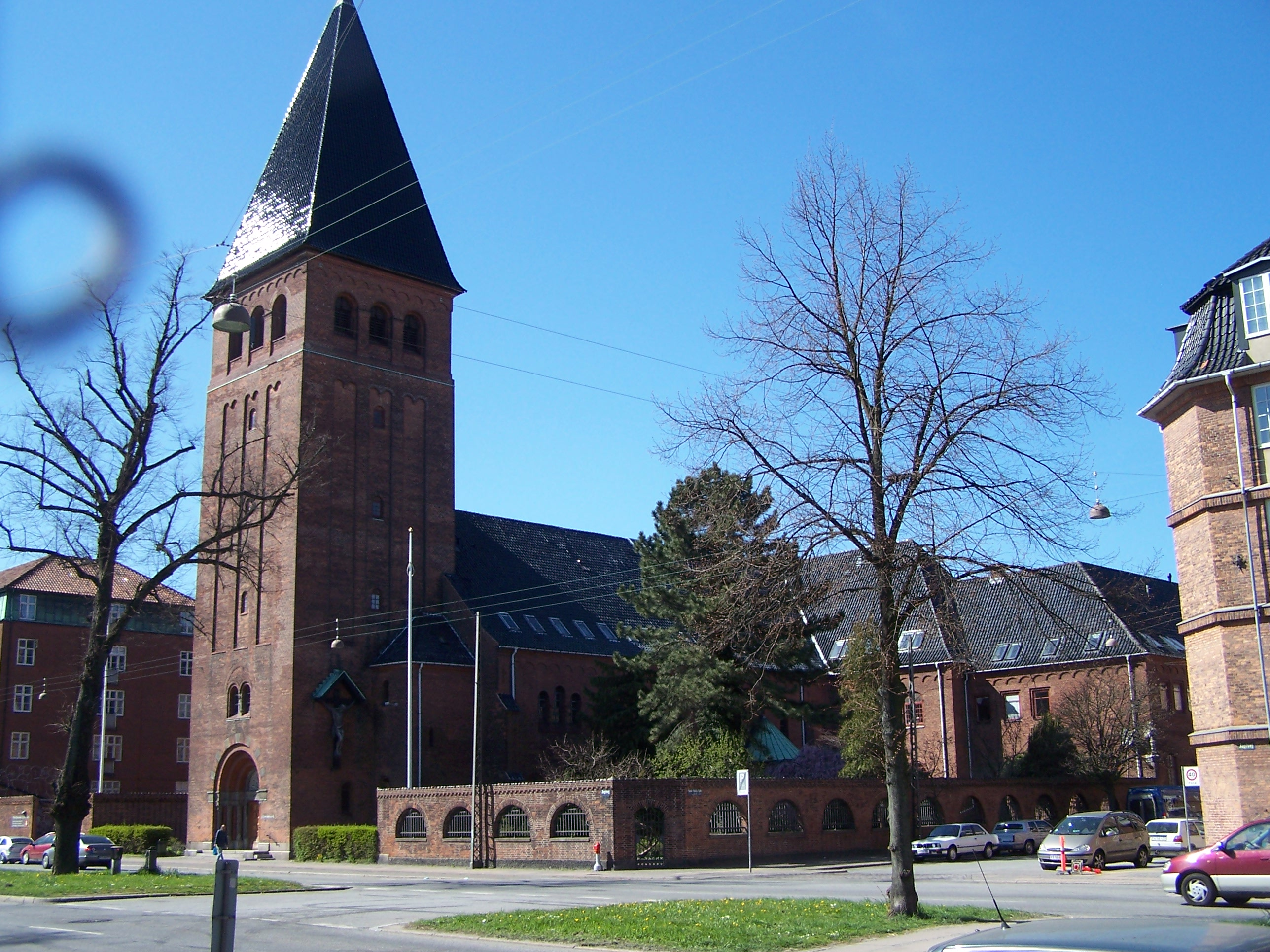
Копенгаген, церква св. Августина
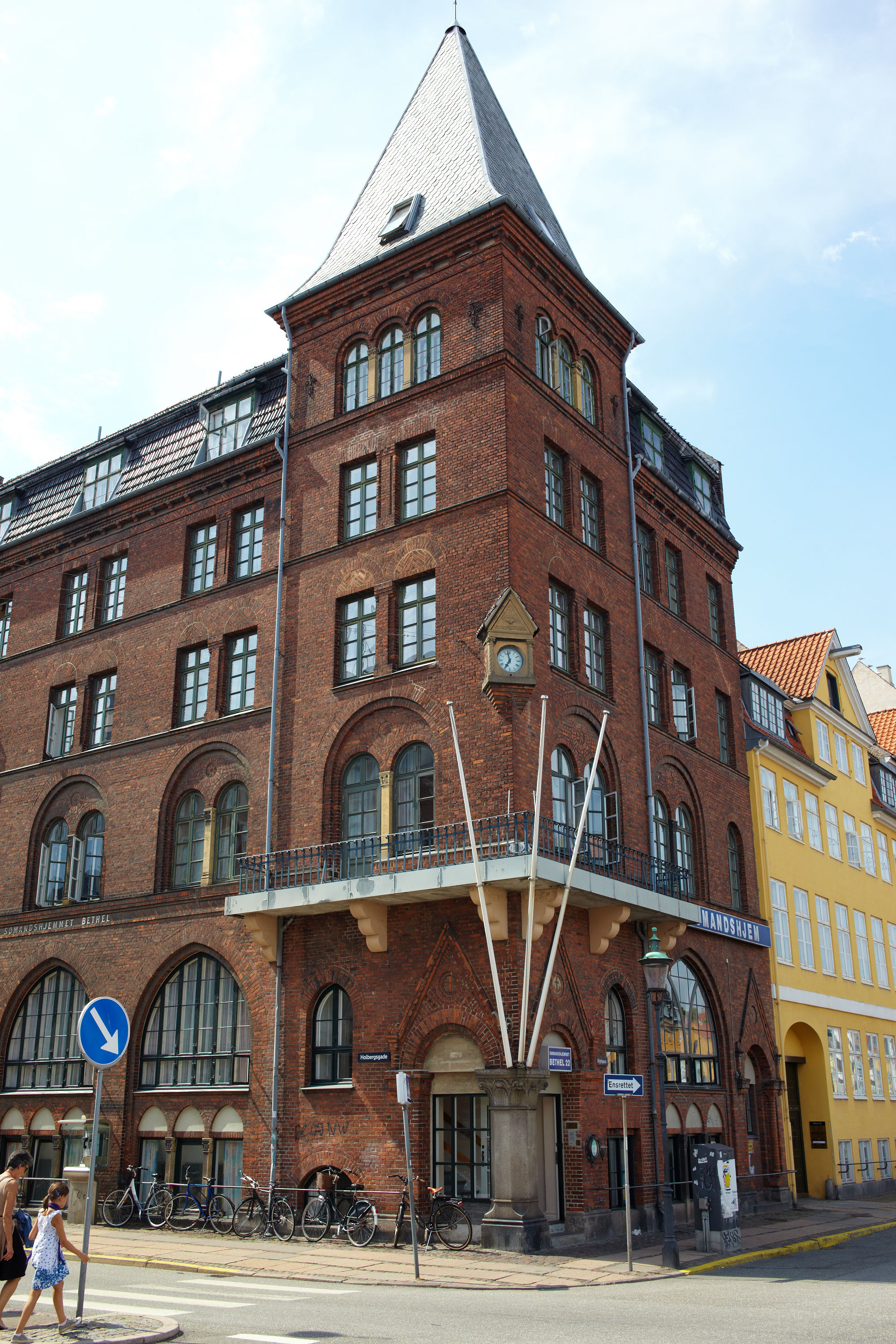
Копенгаген, готель Бетел
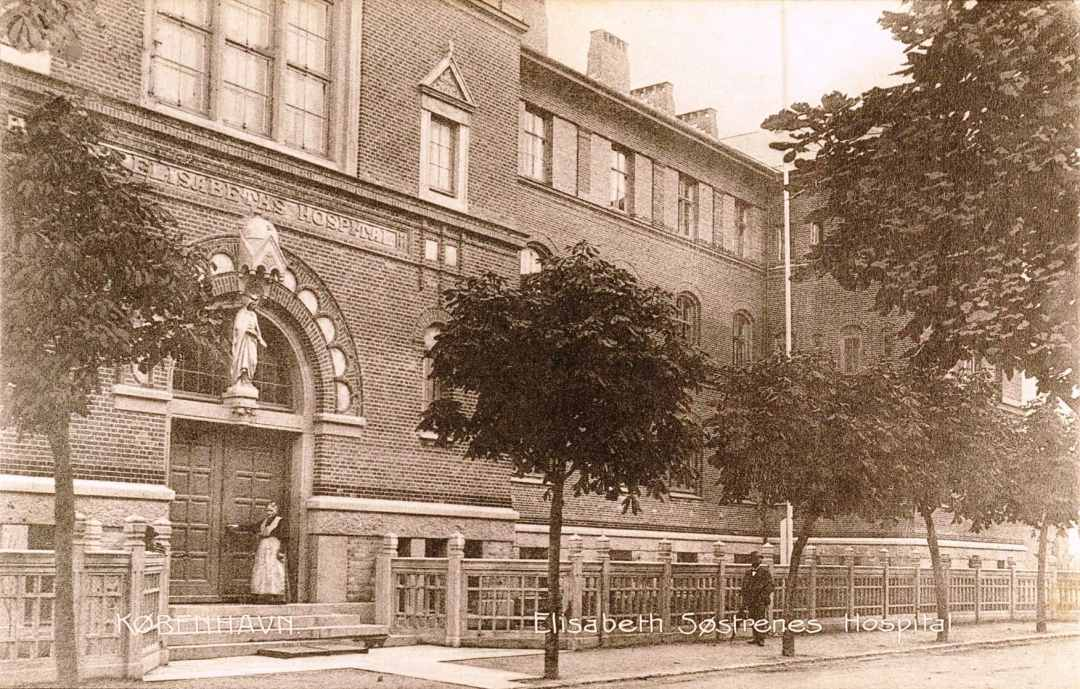
Копенгаген, лікарня св. Елізабет
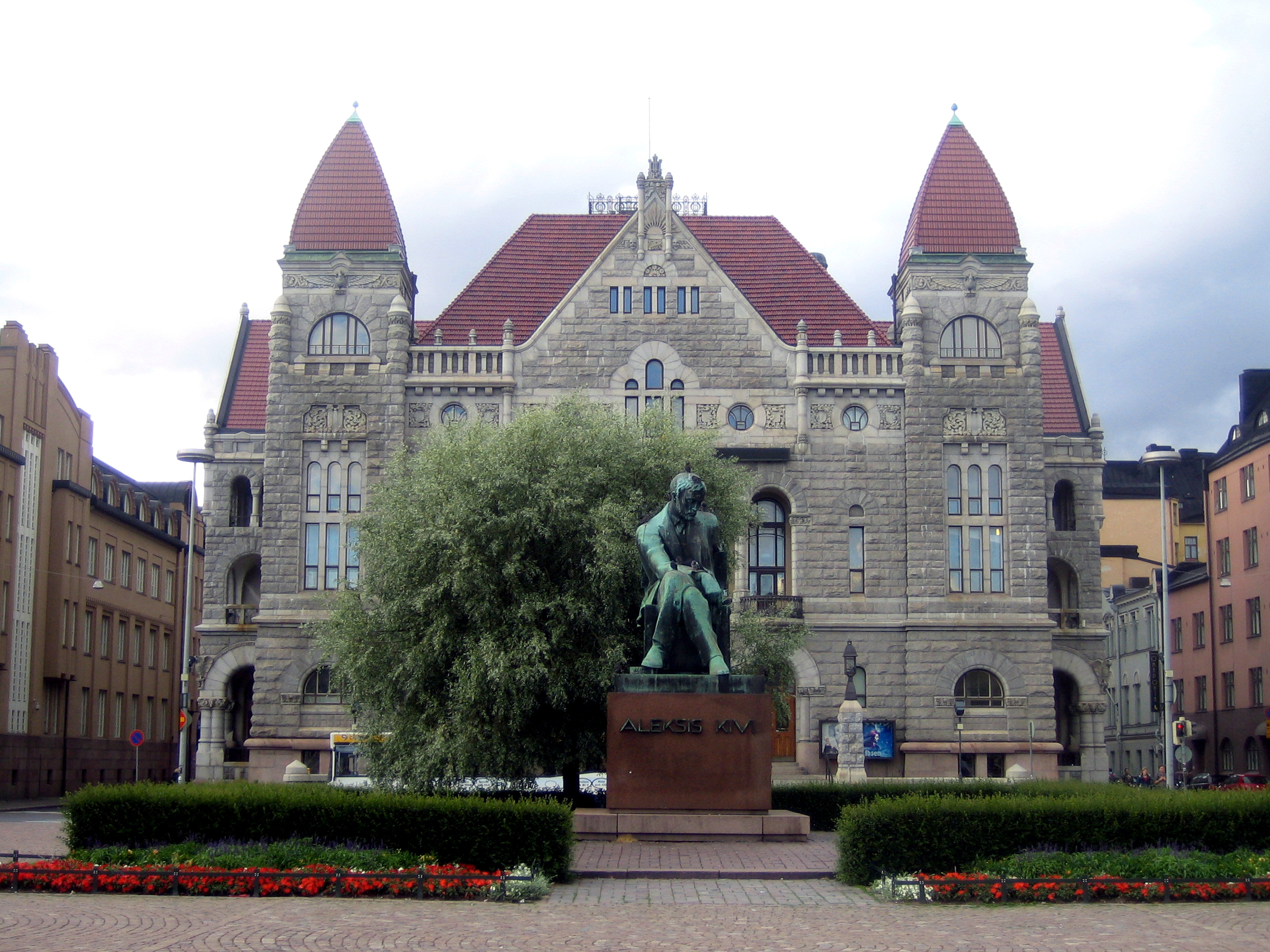
Фінський національний театр
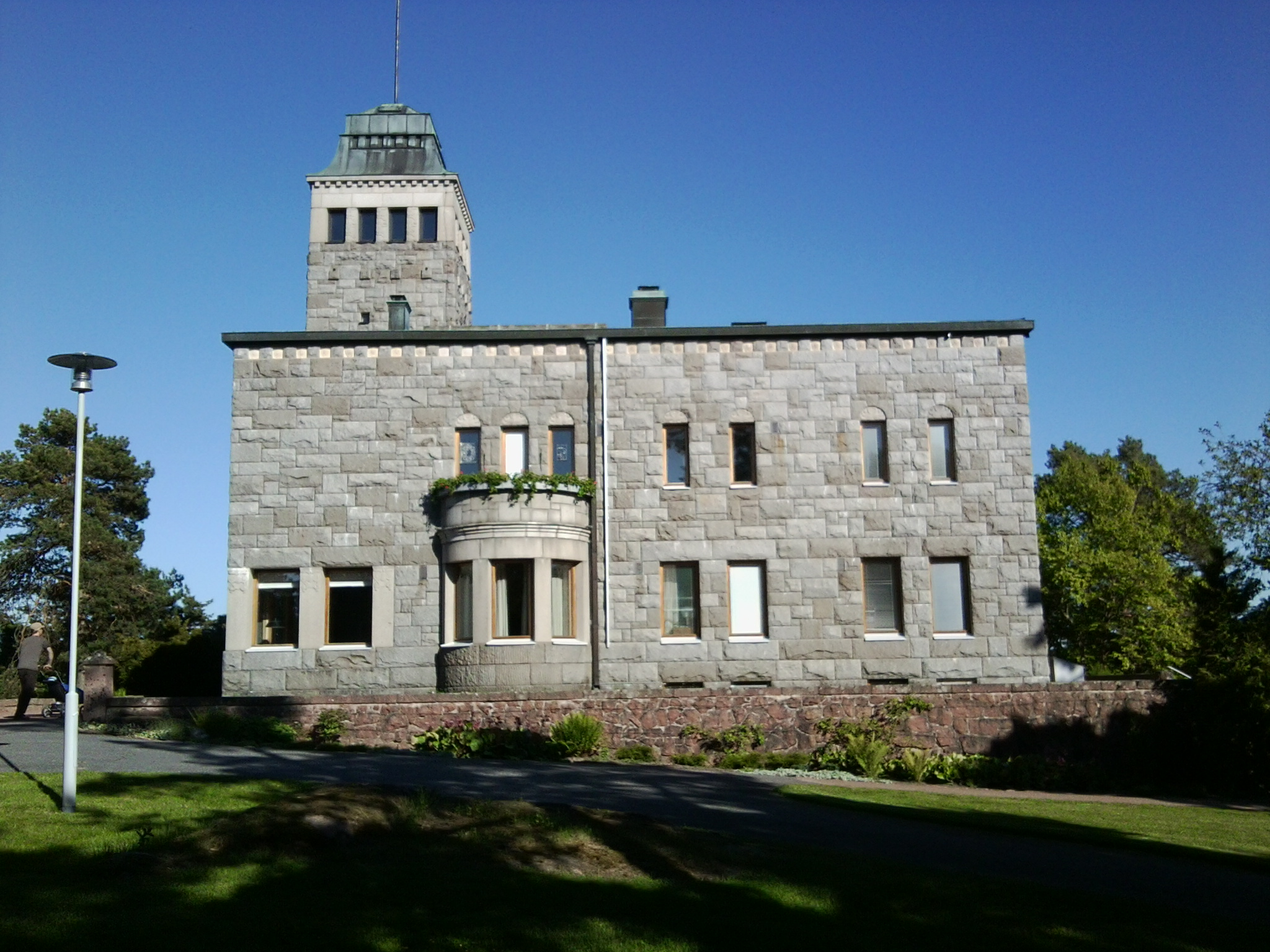
Арх. Ларс Сонк. Літня резиденція президента Фінляндії. Культаранта.
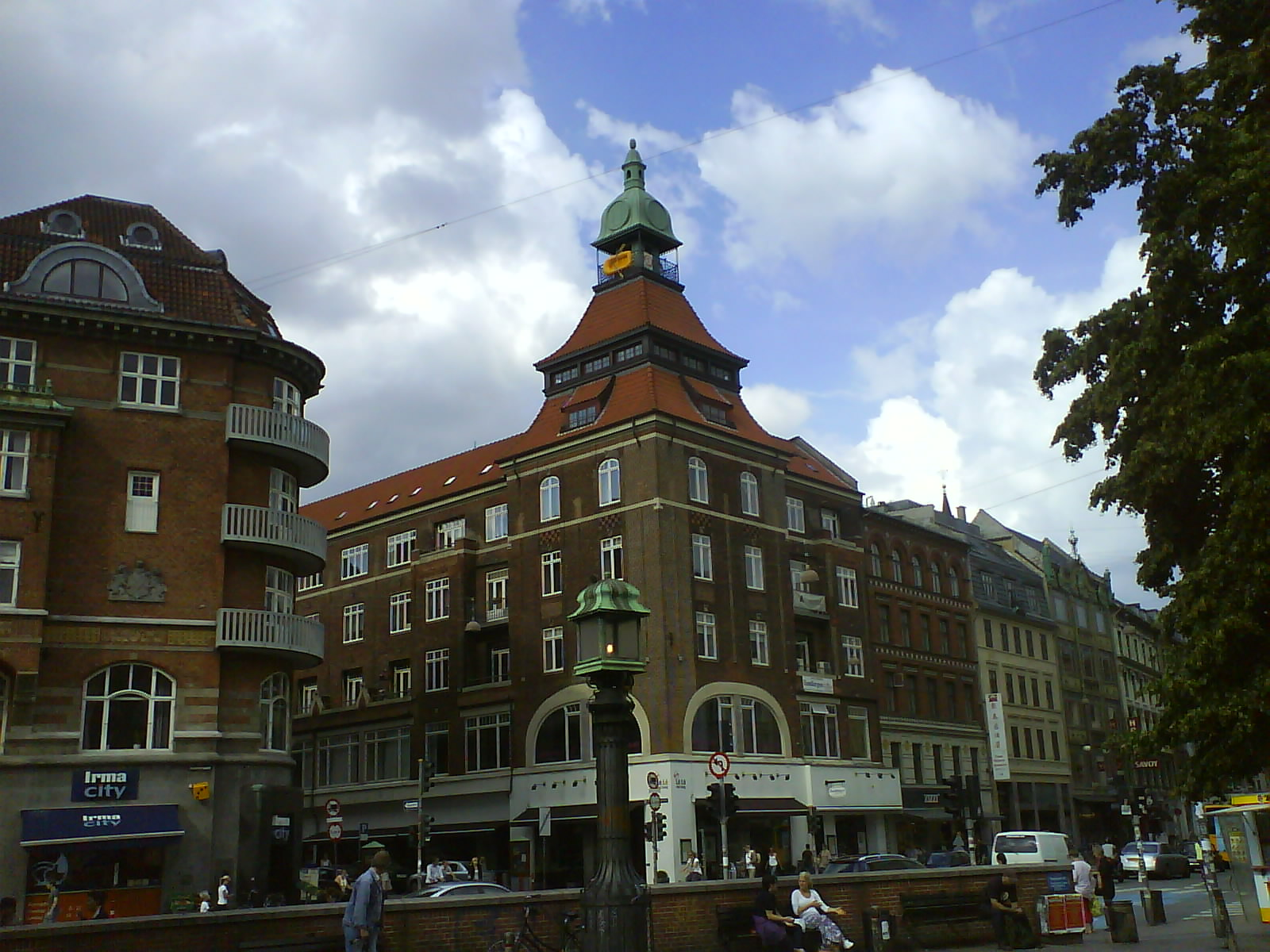
Копенгаген, Новий театр в кутовому будинку
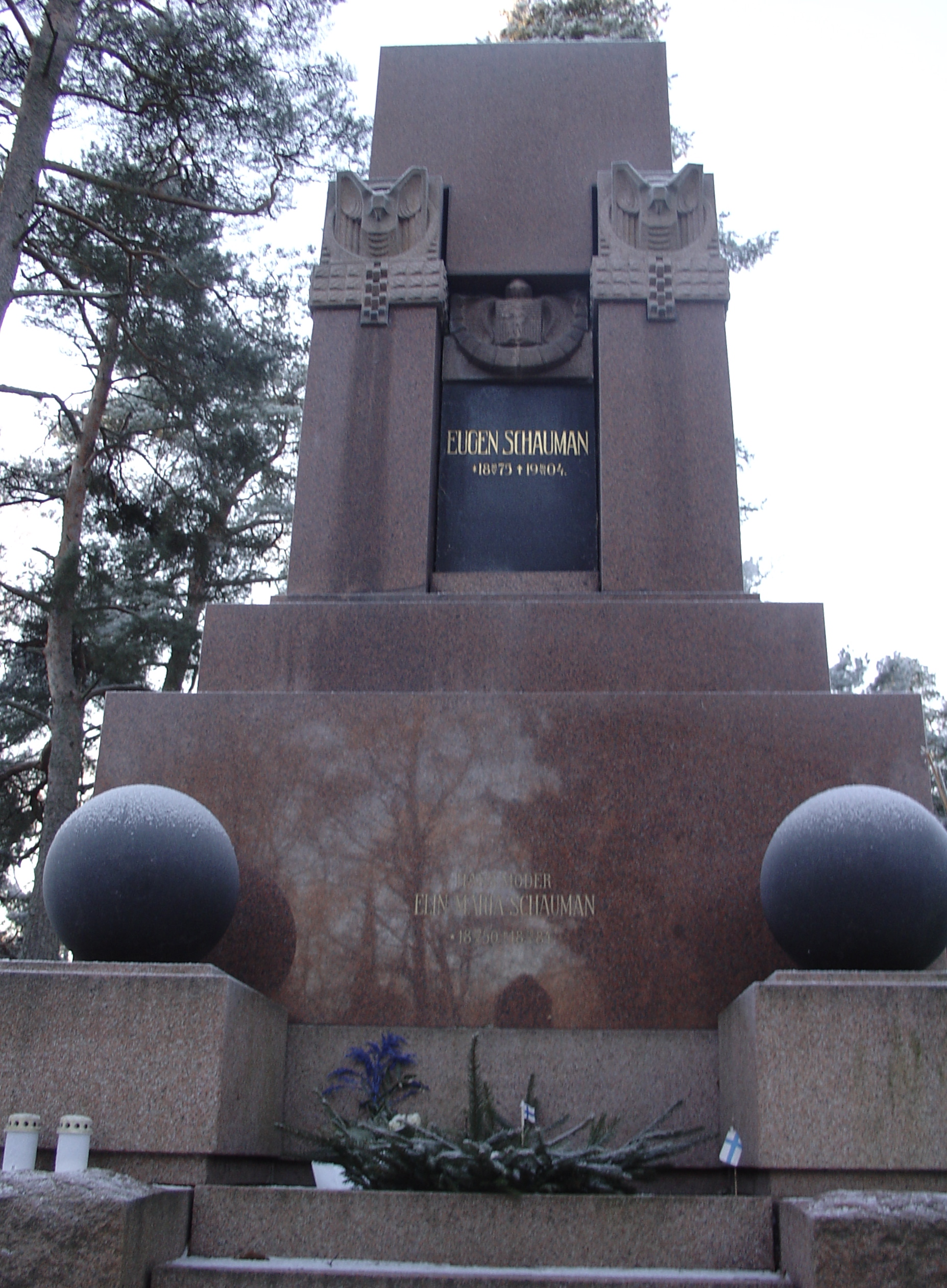
Арх. Вальтер Юнг. Надгробок Ейгена Шаумана

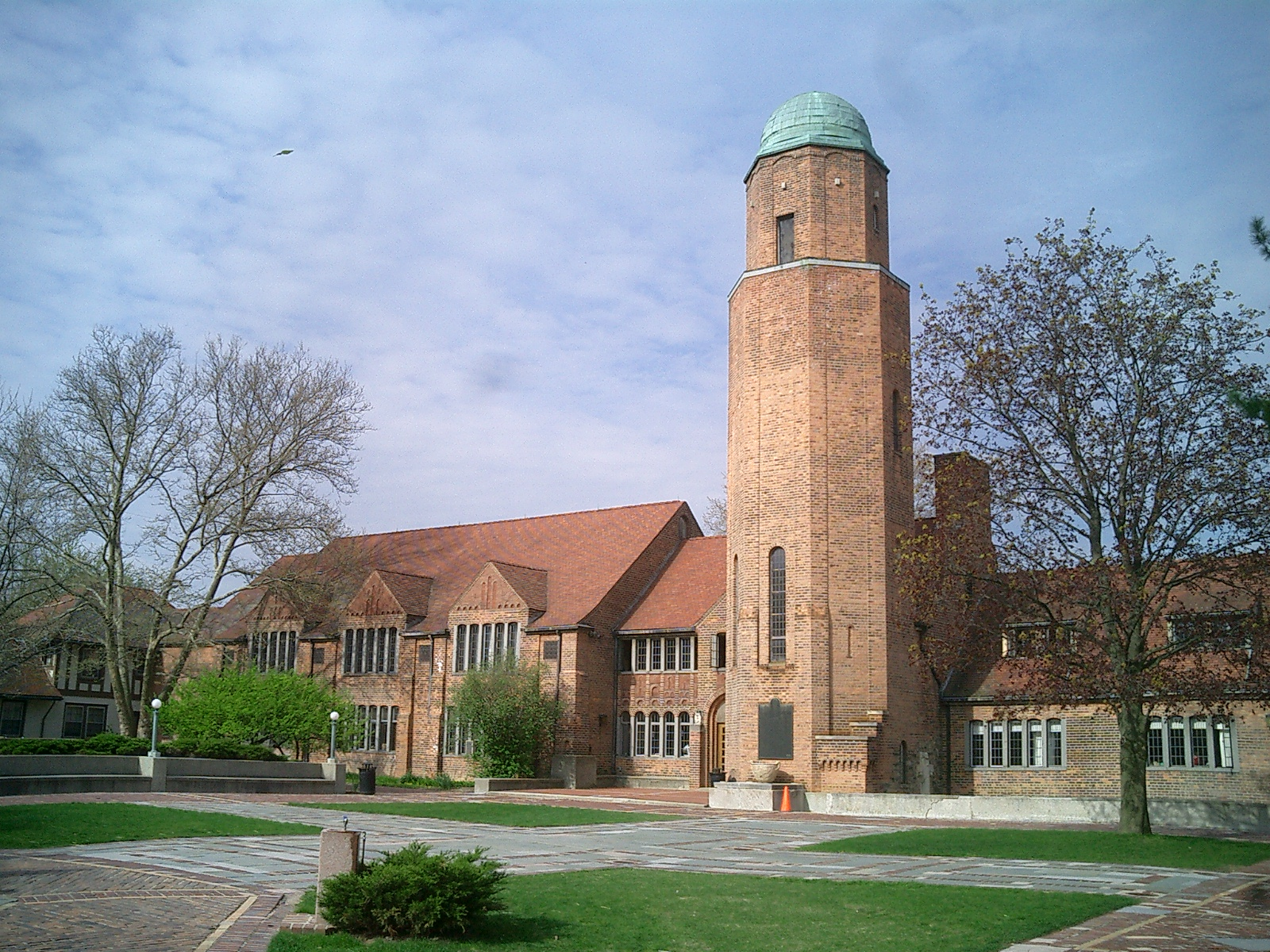
Арх. Елієль Саарінен. Школа для хлопчиків Крендбук, Блумфілд Хілз, штат Мічиган. Сполучені Штати
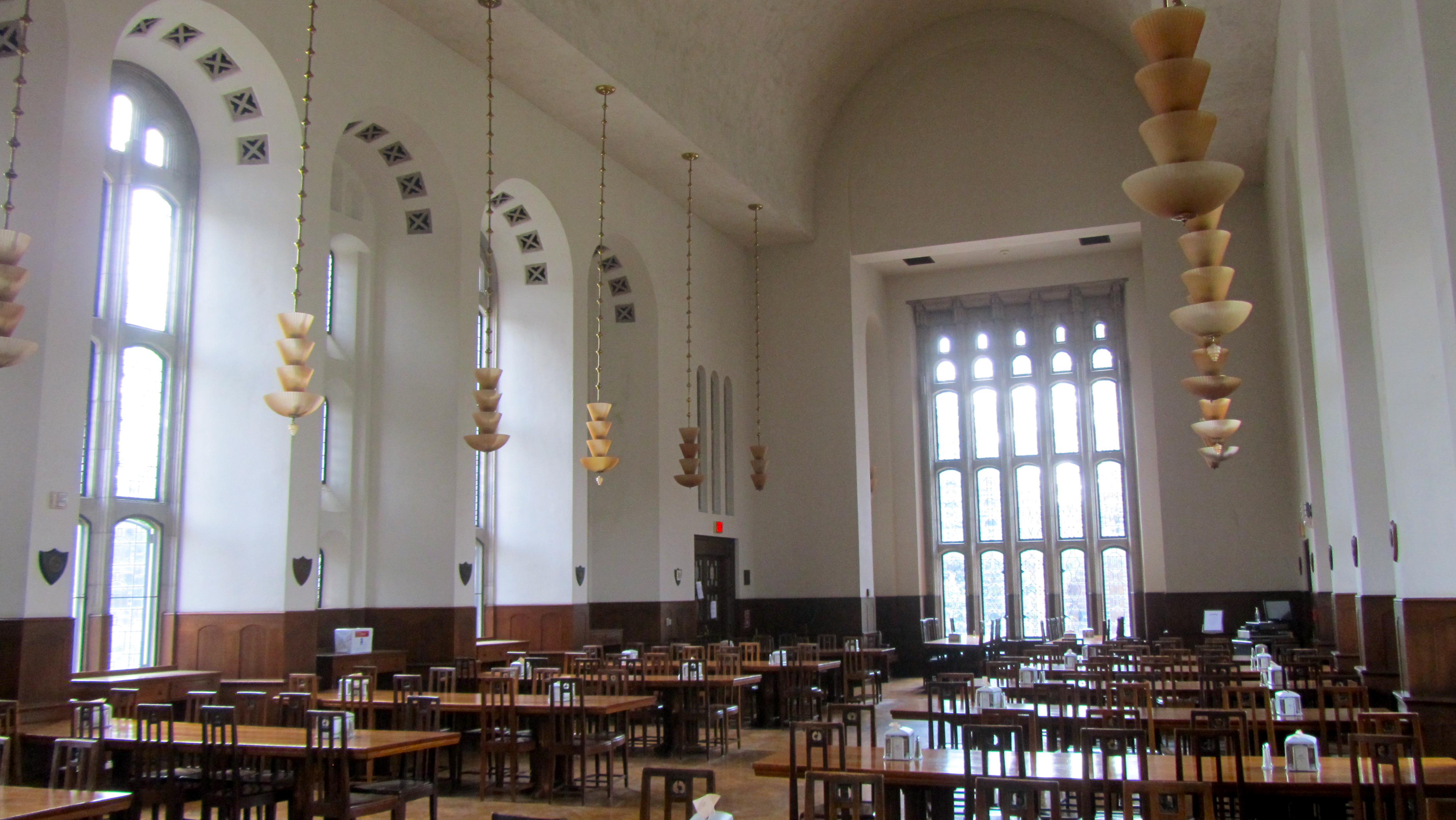
Школа Крендбук, їдальня (інтер'єр), Блумфілд Хілз, штат Мічиган. Сполучені Штати
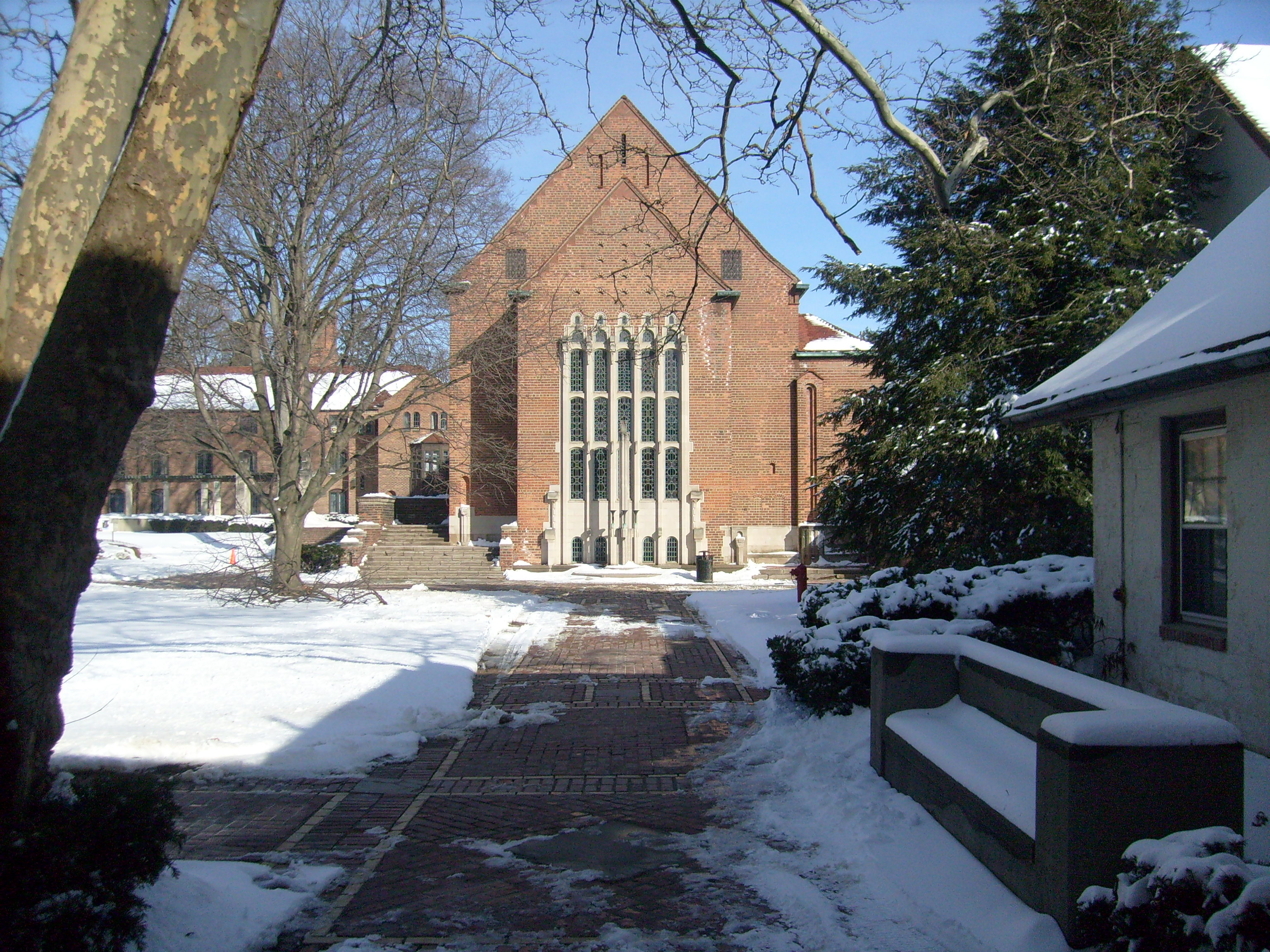
Школа Крендбук, їдальня (фасад), Блумфілд Хілз, штат Мічиган. Сполучені Штати